# Macrolepiota procera
Lépiote élevée, Coulemelle
Espèce
Macrolepiota procera, la Lépiote élevée, aussi communément appelée Coulemelle, est une espèce de champignons basidiomycètes comestible de la famille des Agaricacées et du genre Macrolepiota. Son chapeau ouvert ressemblant à une ombrelle, elle est caractérisée par son chapeau écailleux, son anneau double coulissant, son pied zébré et sa grande taille. Assez commune, très populaire et recherchée, on peut la trouver solitaire, grégaire ou en rond de sorcières, dans les pâturages ou dans les bois. Dans l'ensemble, elle est très répandue en Europe et en Asie tempérée. Elle peut être confondue avec d'autres lépiotes, certaines toxiques.

## Taxonomie

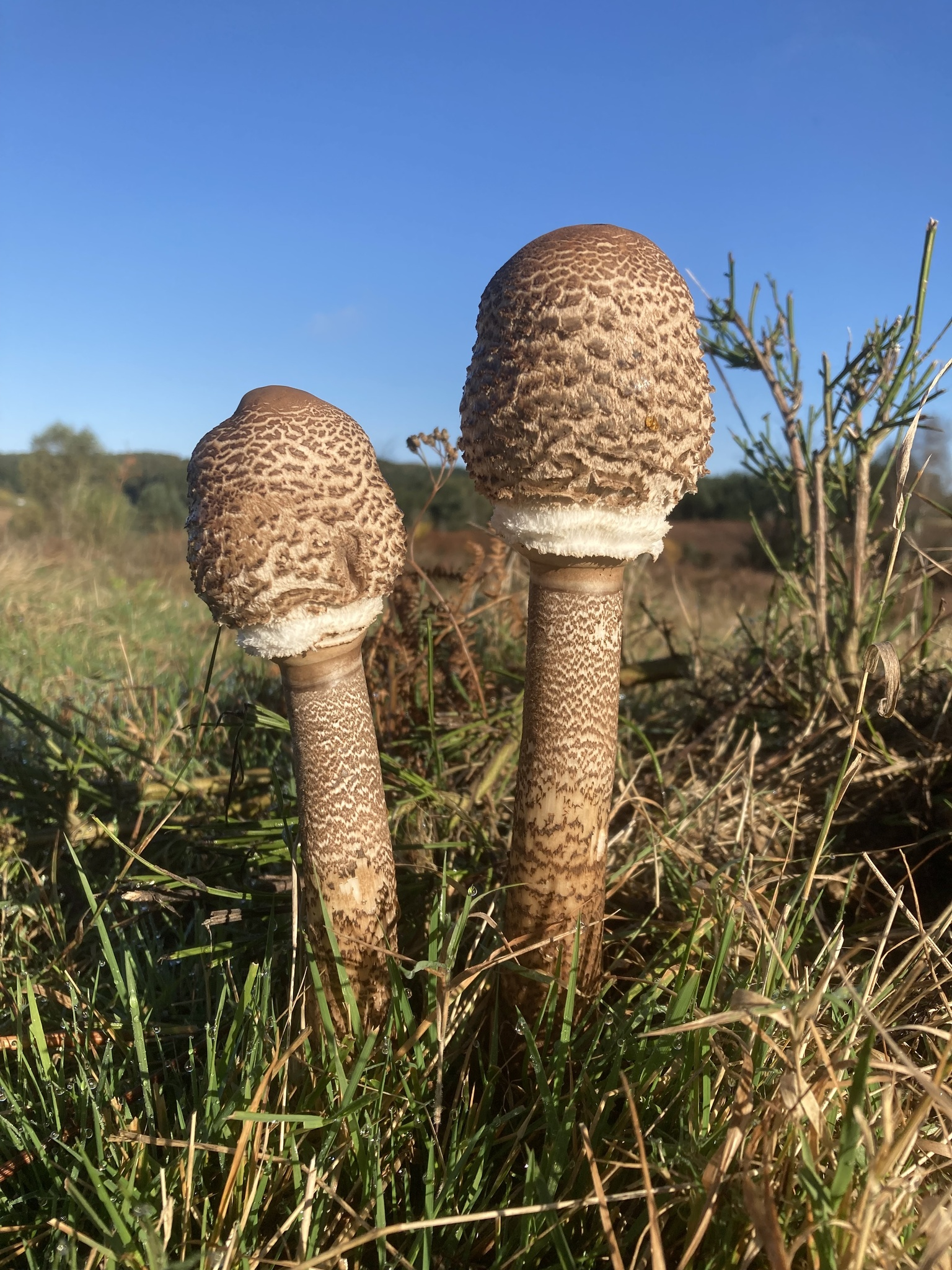
Deux sporophores de M. procera au chapeau encore fermé, dites en "baguettes de tambour" en France.

Le nom correct complet (avec auteur) de ce taxon est Macrolepiota procera (Scop.) Singer, dont la traduction littérale est «grande lépiote allongée »,
L'espèce a été initialement classée dans le genre Agaricus sous le basionyme Agaricus procerus Scop..

### Synonymes
Macrolepiota procera a pour synonymes : 
- Agaricus annulatus Lightf.
- Agaricus antiquatus Batsch
- Agaricus colubrinus Bull.
- Agaricus concentricus Pers.
- Agaricus procerus Scop.
- Agaricus squamosus Vill.
- Amanita procera (Scop.) Fr.
- Lepiota procera (Scop.) Gray
- Lepiotophyllum procerum (Scop.) Locquin
- Leucocoprinus procerus (Scop.) Pat.
- Mastocephalus procerus (Scop.) Kuntze, 1891
- Mastocephalus procerus (Scop.) Patouill.

### Noms vulgaires et vernaculaires

#### Lépiote élevée
Le nom vernaculaire de « lépiote élevée » vient d'un ancien binôme latin Lepiota elata. Du latin scientifique lepiota, le nom latin lepiota venant du grec λεπιον, « petite écaille, petite croûte ».

#### Coulemelle
En France, la lépiote élevée est souvent appelée « coulemelle » (autrefois couamelle), terme qui vient du latin columella (« petite colonne »), diminutif de columna (« colonne »), en référence à la hauteur de son pied ou encore « coulemotte ».

#### Autres appellations
Elle était autrefois, ainsi dans L'Herbier de France au XVIIIe siècle, appelée Grisette. On parle aussi de « chevalier bagué », de « Saint-Michel », de « nez de chat », de « baguette de tambour » (quant le champignon est jeune, avec le chapeau pas encore ouvert), de « cocherelle » ou encore de « parasol » comme chez les anglo-saxons.

##### Canada
Au Canada, la lépiote élevée était appelée « baguier » ou « coulemelle », mais aussi « parasol », sous l'influence de l'appellation anglo-saxonne. Cependant, cette espèce a récemment été démontrée comme étant absente du territoire canadien et ces noms s'appliquent à deux vicariants locaux : Macrolepiota macilenta et M. pallida.

##### France: appellations régionales
On peut trouver à peu près autant de noms aux lépiotes élevées que de dialectes régionaux. Toutefois, elles sont souvent confondues par les récolteurs avec certains agarics et d'autres lépiotes, ce qui rend les appellations imprécises et promptes à confusions.
- Berry : quioslet, cocherelle, couamelle, fusée, bouteriau, cluniau[15],[16].
- Bourbonnais : cocherelle (elle donne son nom aux habitants de Saint-Plaisir, les Cocheriaux[17].
- Indre : boutarot, coucoumelle, coquemelle, golmelle, coulemotte, coulemelle, columelle, tsampignu o lo bago[18].
- Languedoc : badrelle (en occitan cocomèla[19]).
- Gascogne (en gascon) : pepiòla, pepiòta et omprèla[20].
- Limousin et nord du Périgord : filleul, nouno[21].
- Maine-et-Loire : moutardier, griset, grisotte, éclusette, mort-de-froid, baderelle, toute-blanche[21].
- Morvan : brilo[réf. souhaitée].
- Poitou : bonhomme, quand son chapeau n'est pas encore ouvert ; ce surnom serait apparu à cause d'une légère différence de goût entre une lépiote ouverte et une lépiote fermée, préférée pour son goût ; elle se dit aussi « poturelle » en Poitou-Charentes[22], avec les variantes paturelle, baderelle et (anciennement) clouzeau[23].

## Description du sporophore

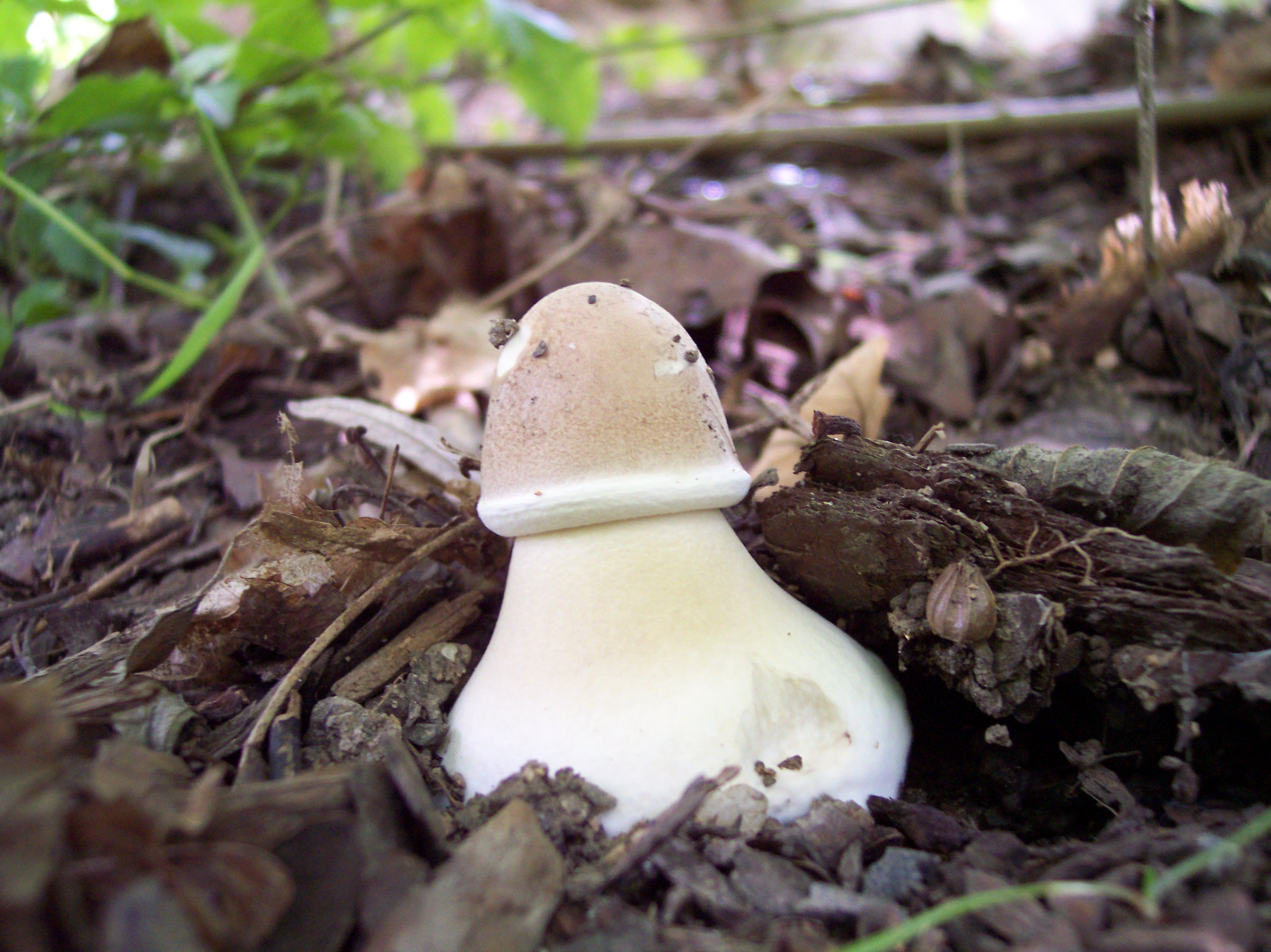
Très jeune sporophore de M. procera en primordium, les couleurs uniformes du chapeau et du stipe vont se diffracter/craqueler au fur et à mesure de la croissance pour créer les écailles et les chinures.

C'est un champignon qui présente un pied et un chapeau. Le pied est central. Il ne possède pas de volve. Il s'agit d'une espèce de Lépiote au sens large.
Son chapeau, mesurant de 4 à 25 cm, est ovoïde puis convexe et enfin largement étalé en parasol, surmonté d'un mamelon central, avec une cuticule sèche, brune, gris-roux, couverte (sauf au centre, qui reste lisse) de mèches peu labiles, retroussées sur fond plus clair, plus denses en s'approchant du centre, et qui, en s'écartant les unes des autres, laissent apparaître le fond clair.
L'hyménophore est constitué de lames libres, blanches ou crème, serrées, molles, formant autour du pied une zone circulaire lisse peu évidente. La sporée est blanche.
Son stipe (pied), mesure 10 à 30 cm de hauteur pour 1,5 à 4 cm d'épaisseur. Il est élancé, bulbeux à la base, vite couvert de chinures brunes sur fond beige crème, ne changeant pas de couleur au grattage. Il est orné d'un anneau épais et double, blanchâtre et coulissant. La consistance du pied est fibreuse, ce qui le rend solide pour supporter la grande taille du cette espèce.

La chair est blanche, molle, avec une saveur douce et une odeur fruitée agréable, douce ou forte, fruitée, herbacée ou de beurre fondu.

Principaux caractères distinctifs
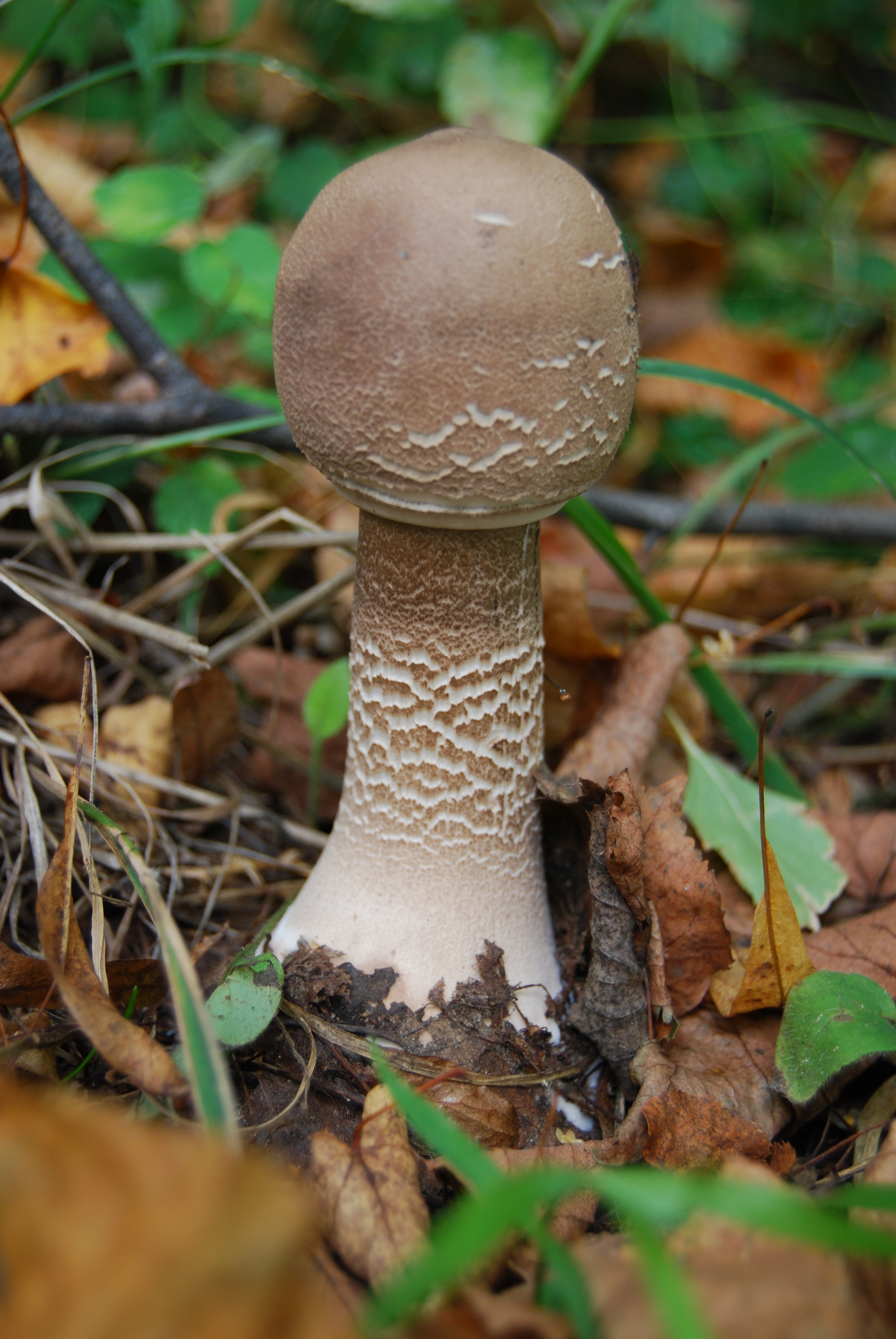
Jeune sporophore.
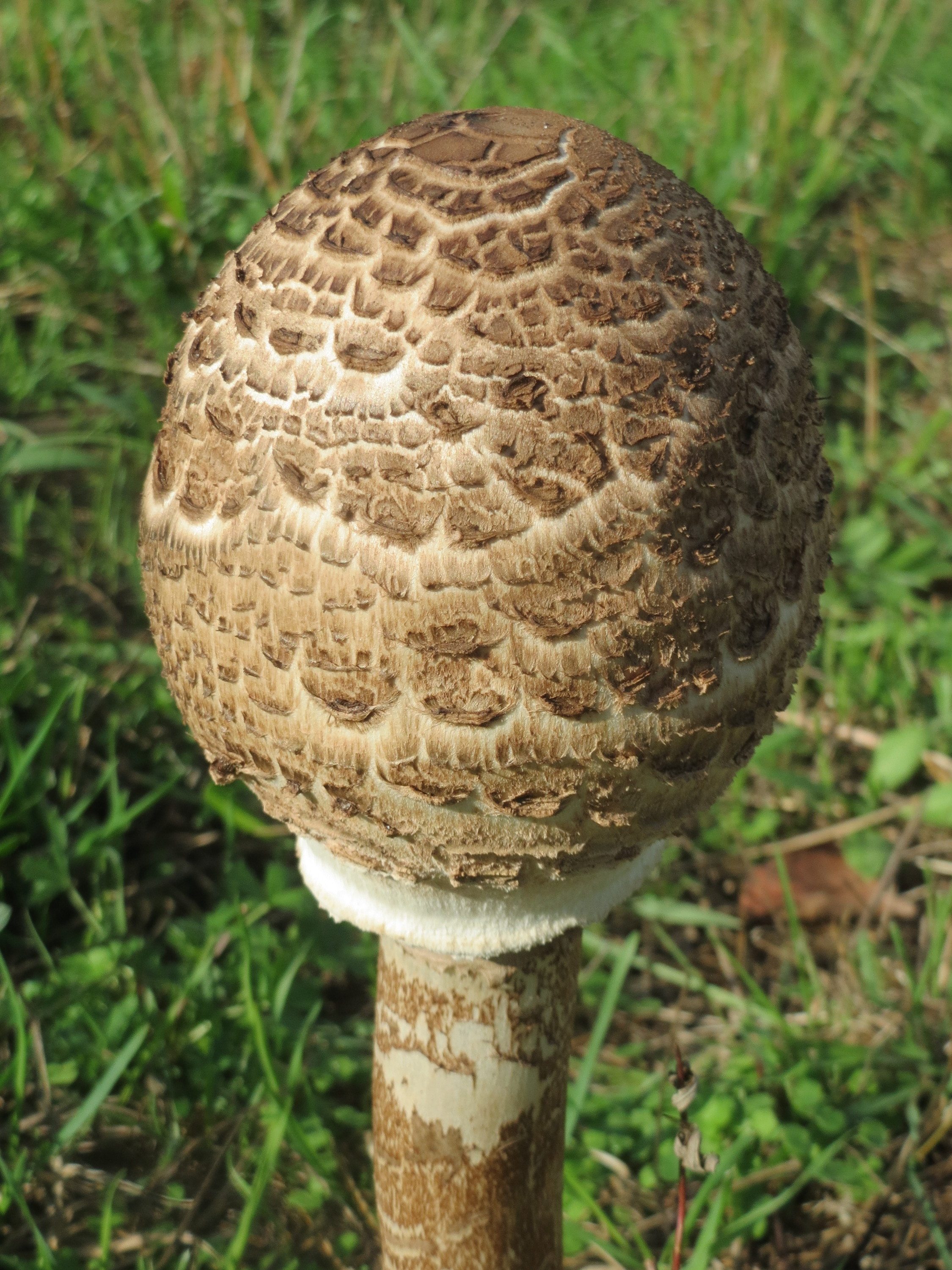
Chapeau immature fermé.
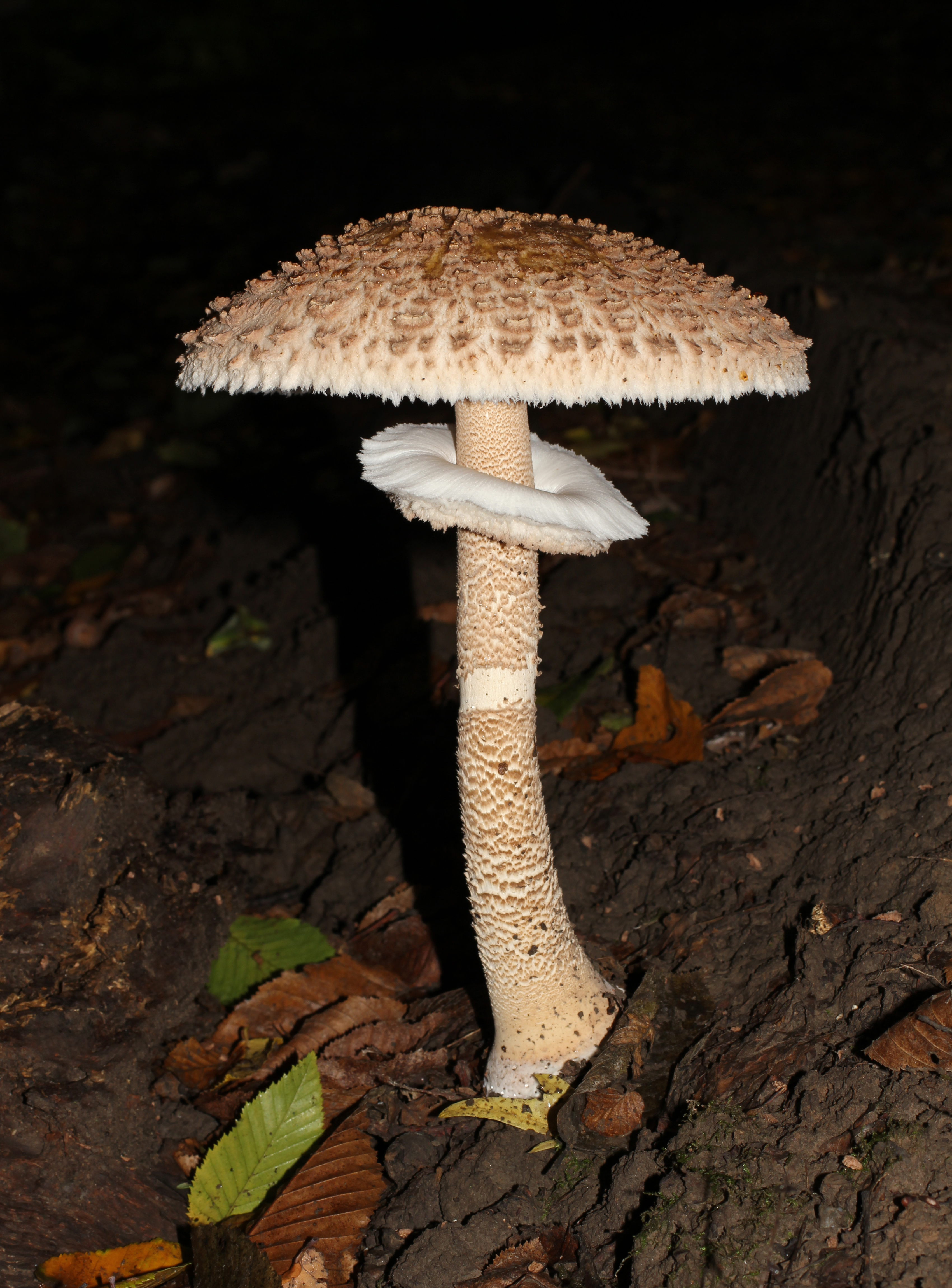
Chapeau étalé à maturité.
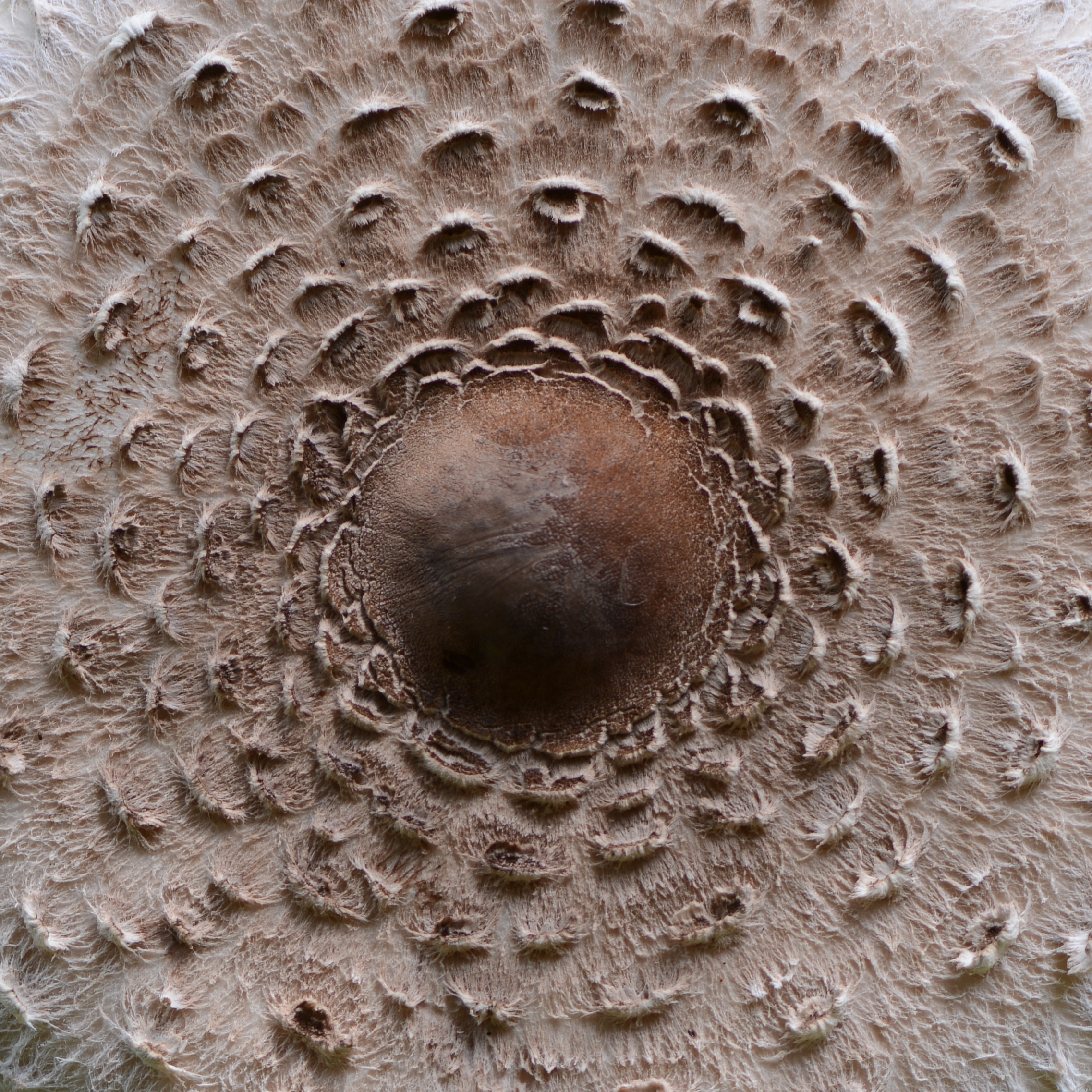
Chapeau écailleux avec mamelon central.
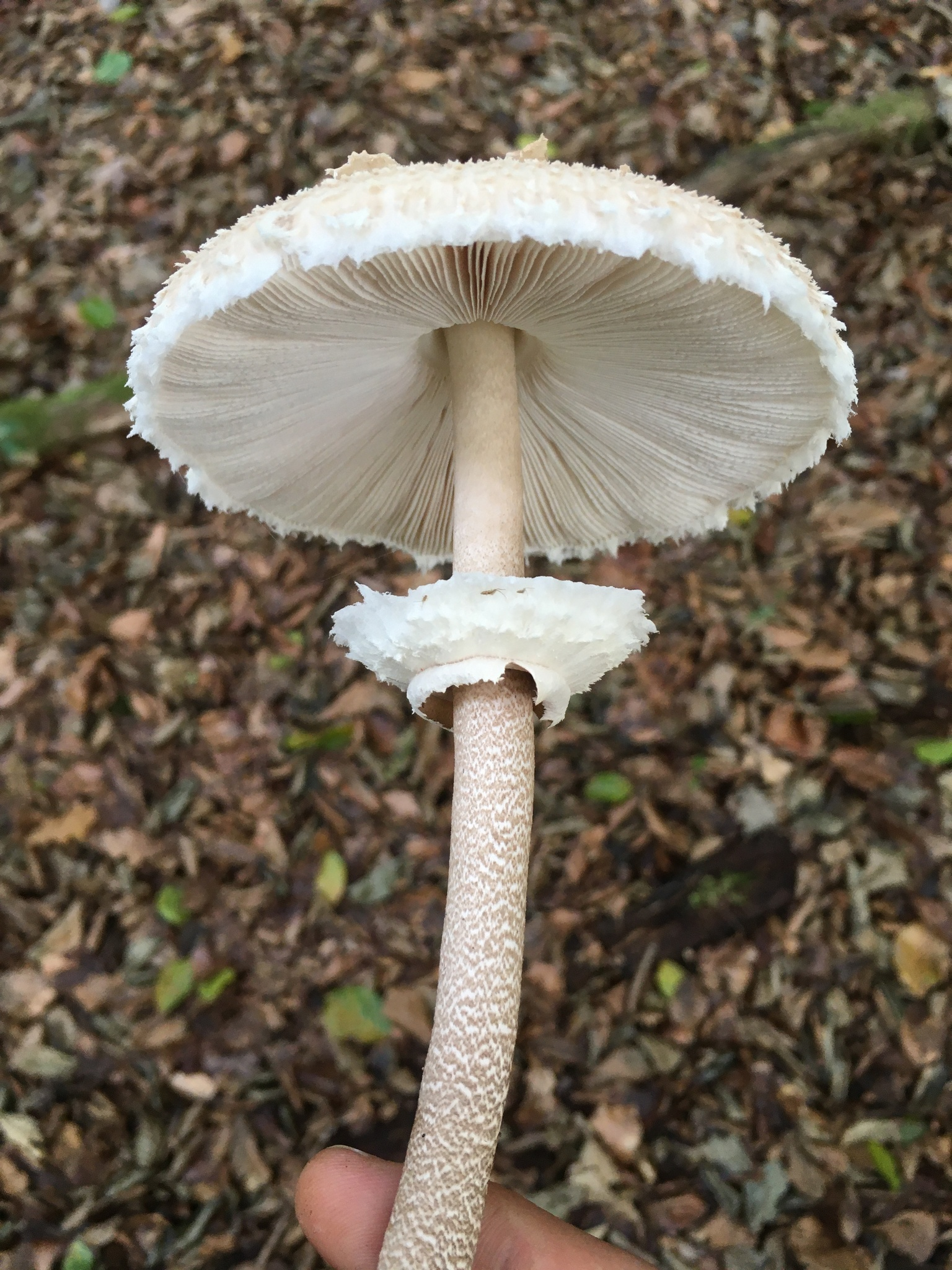
Lames blanches.
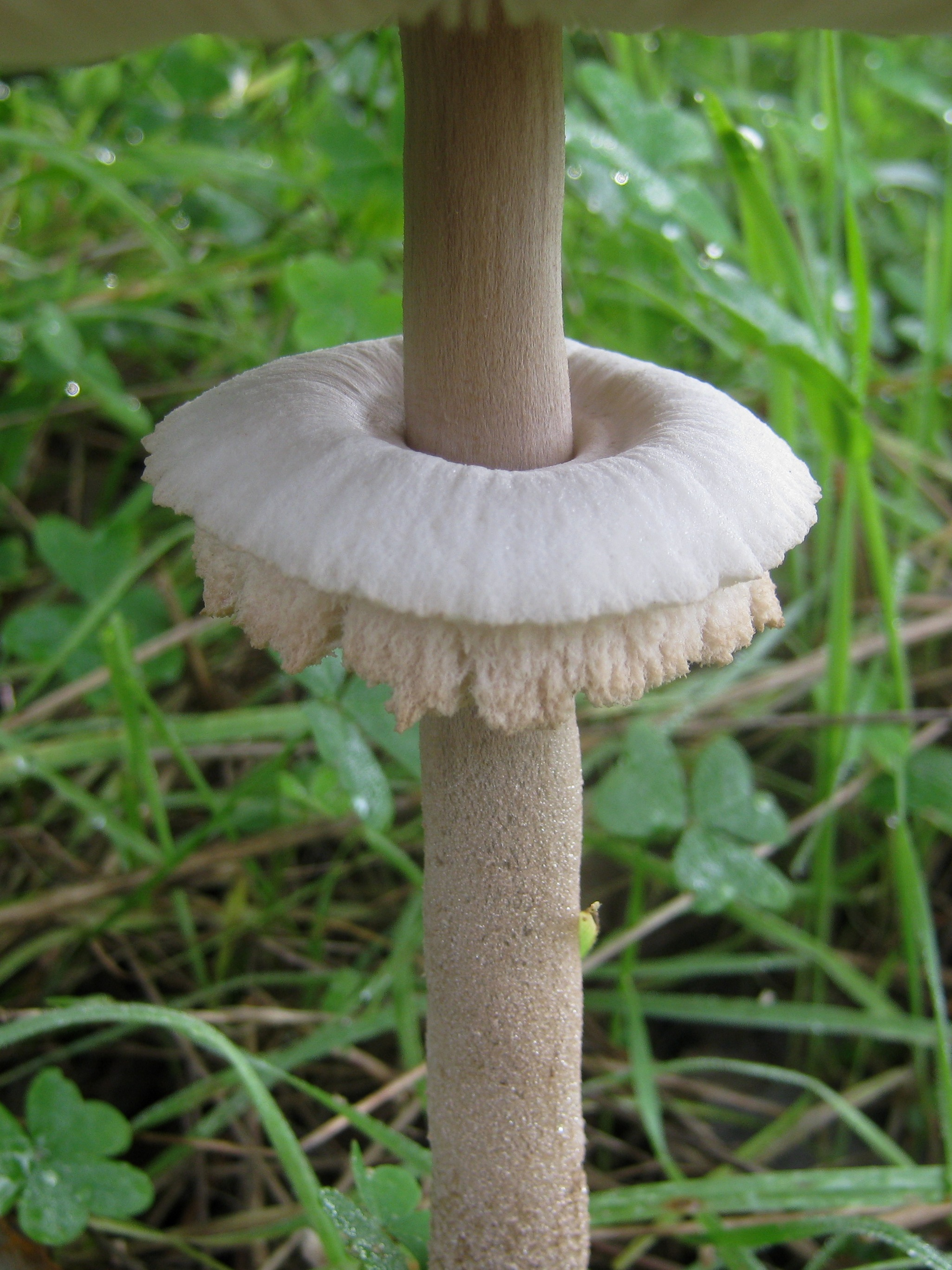
Anneau double coulissant.
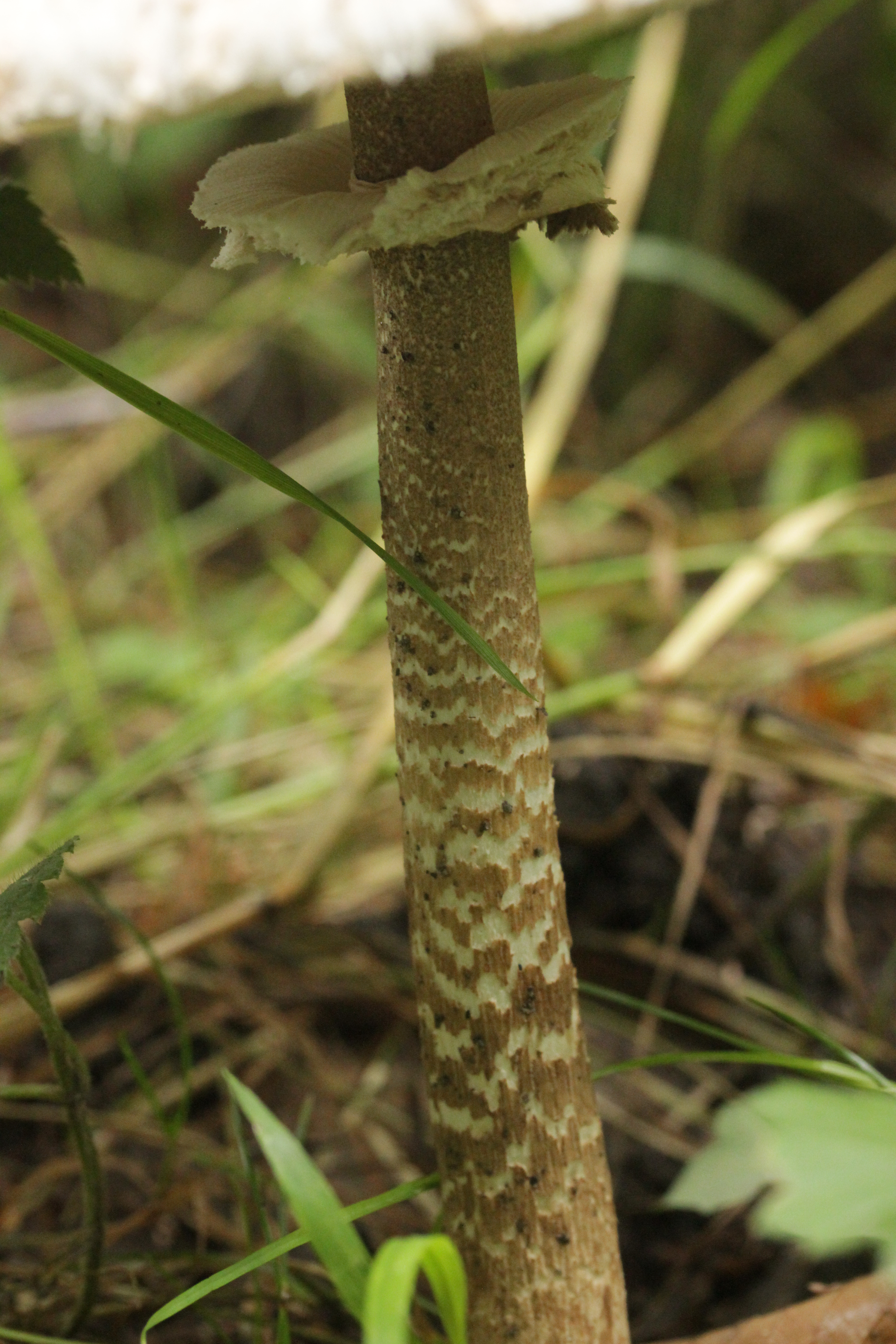
Pied zébré dit "chiné".
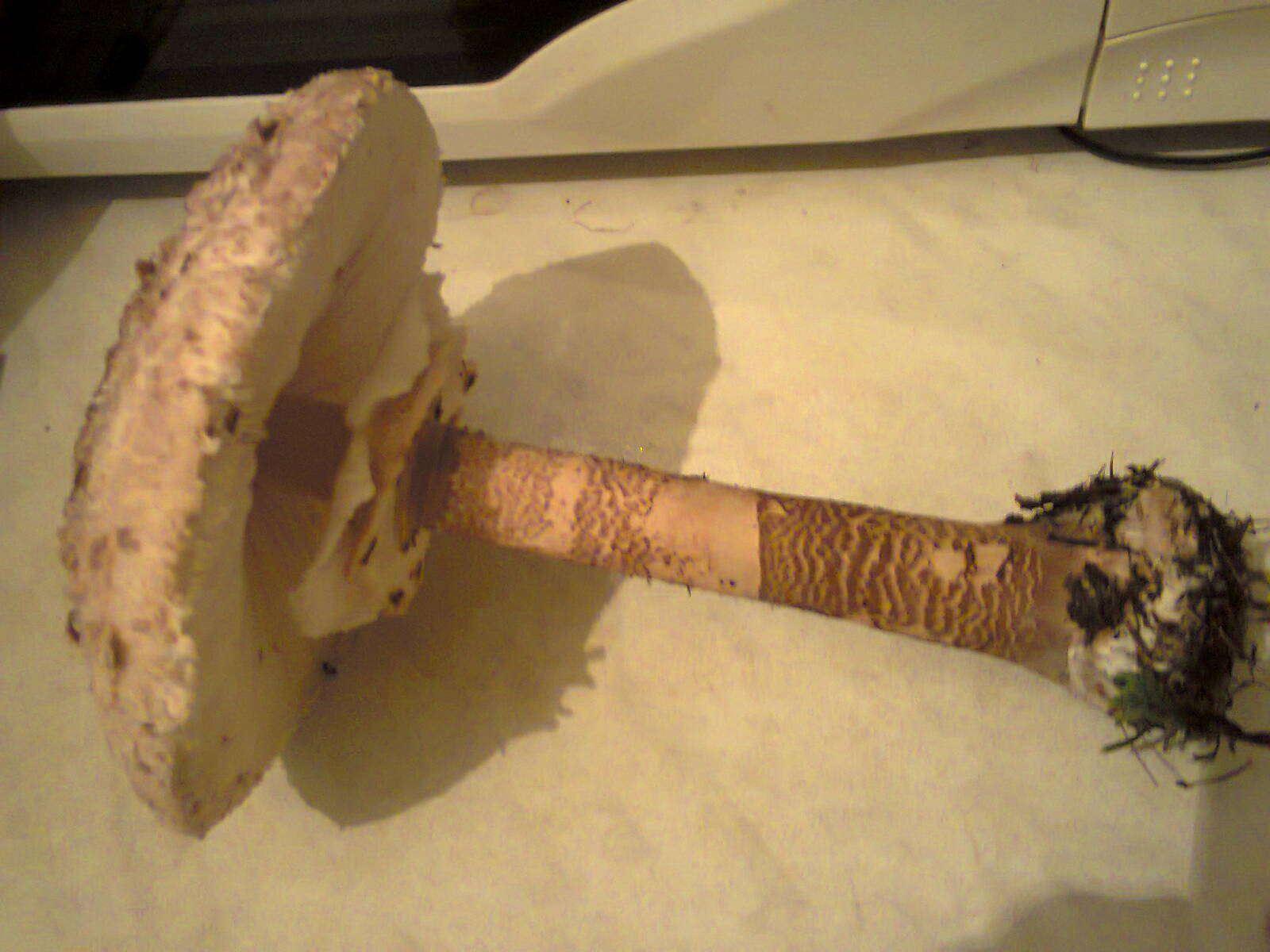
Base du pied bulbeuse, mais pas de volve.

## Galerie

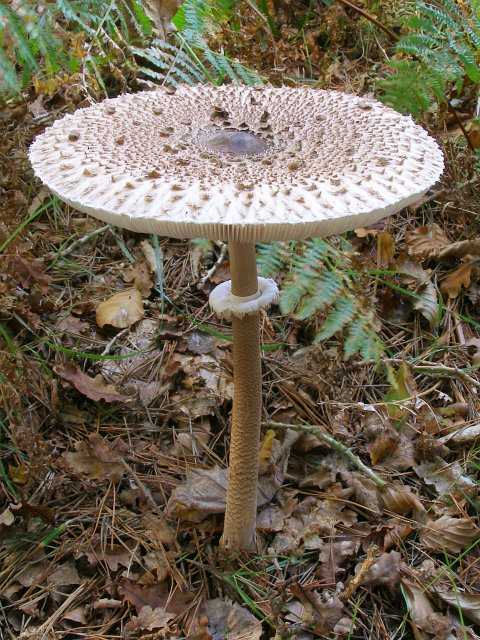
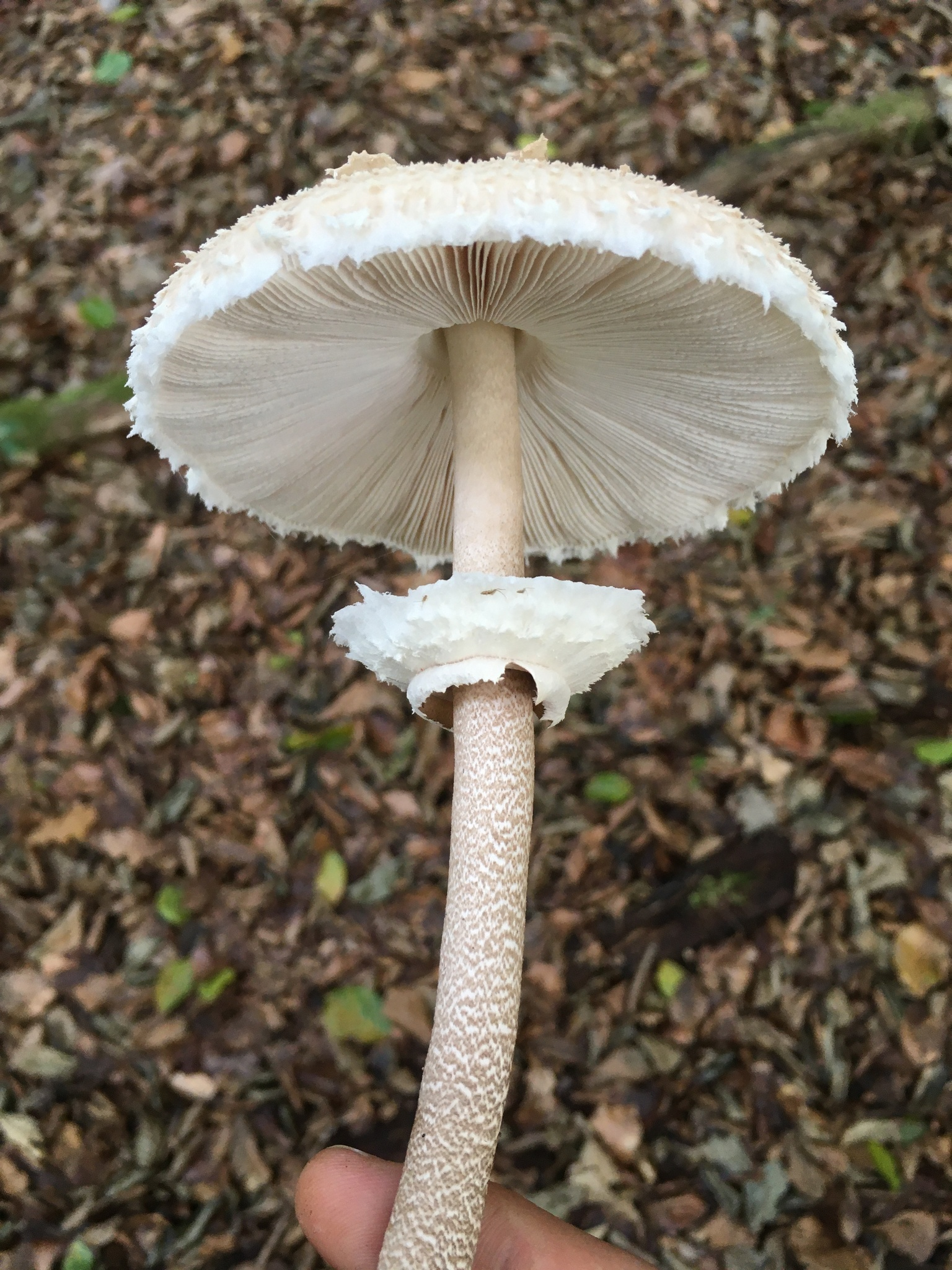
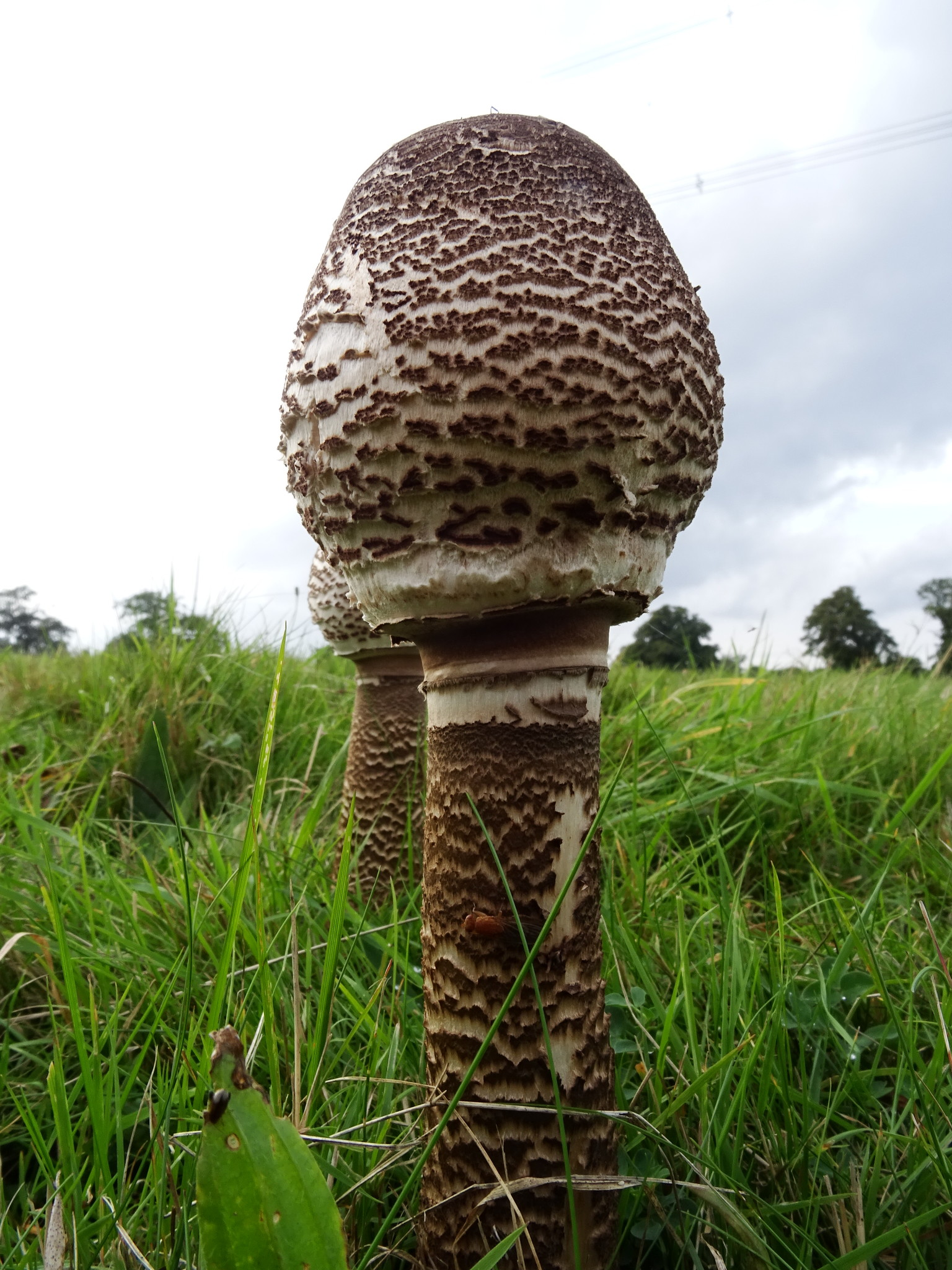
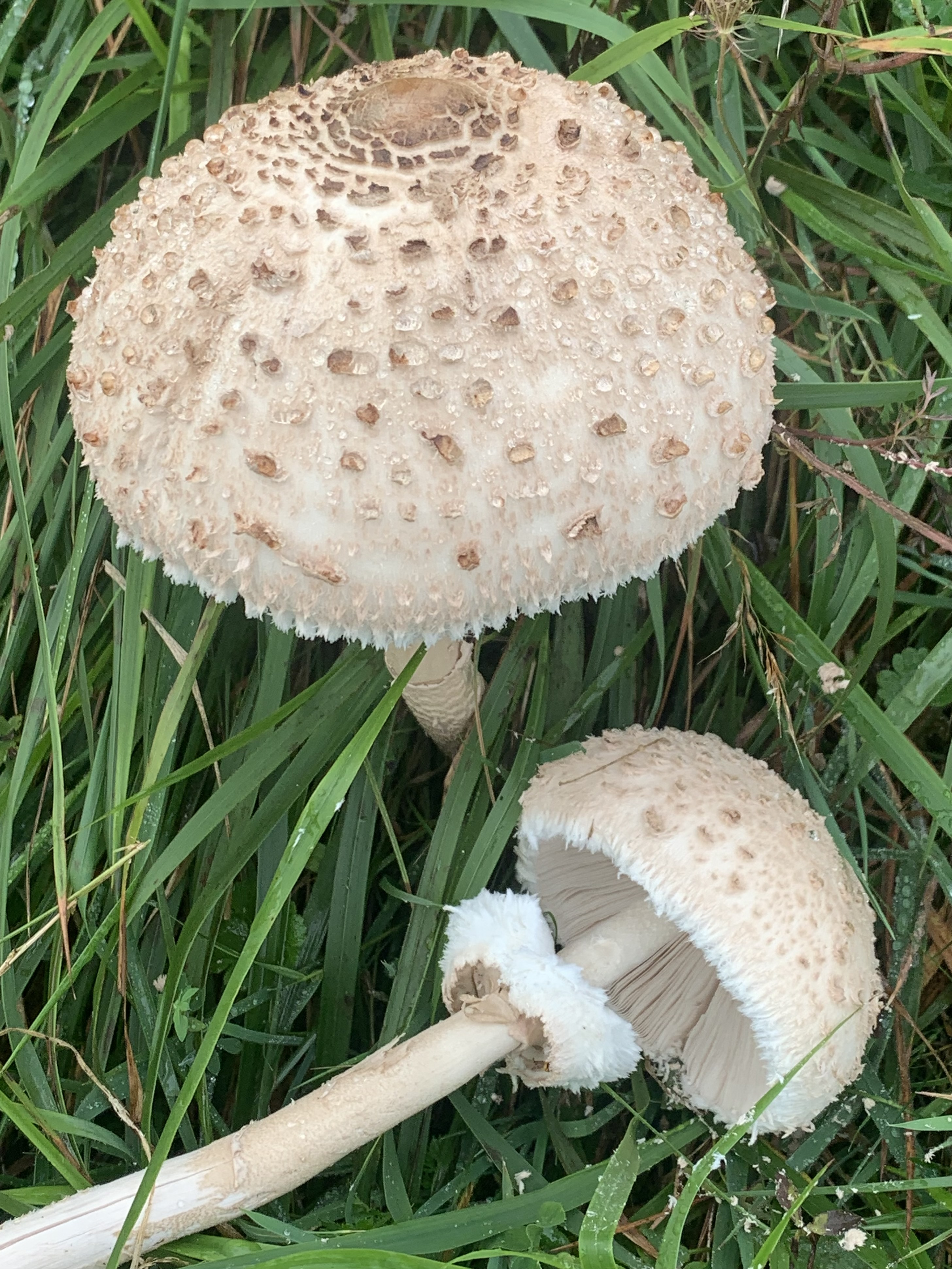
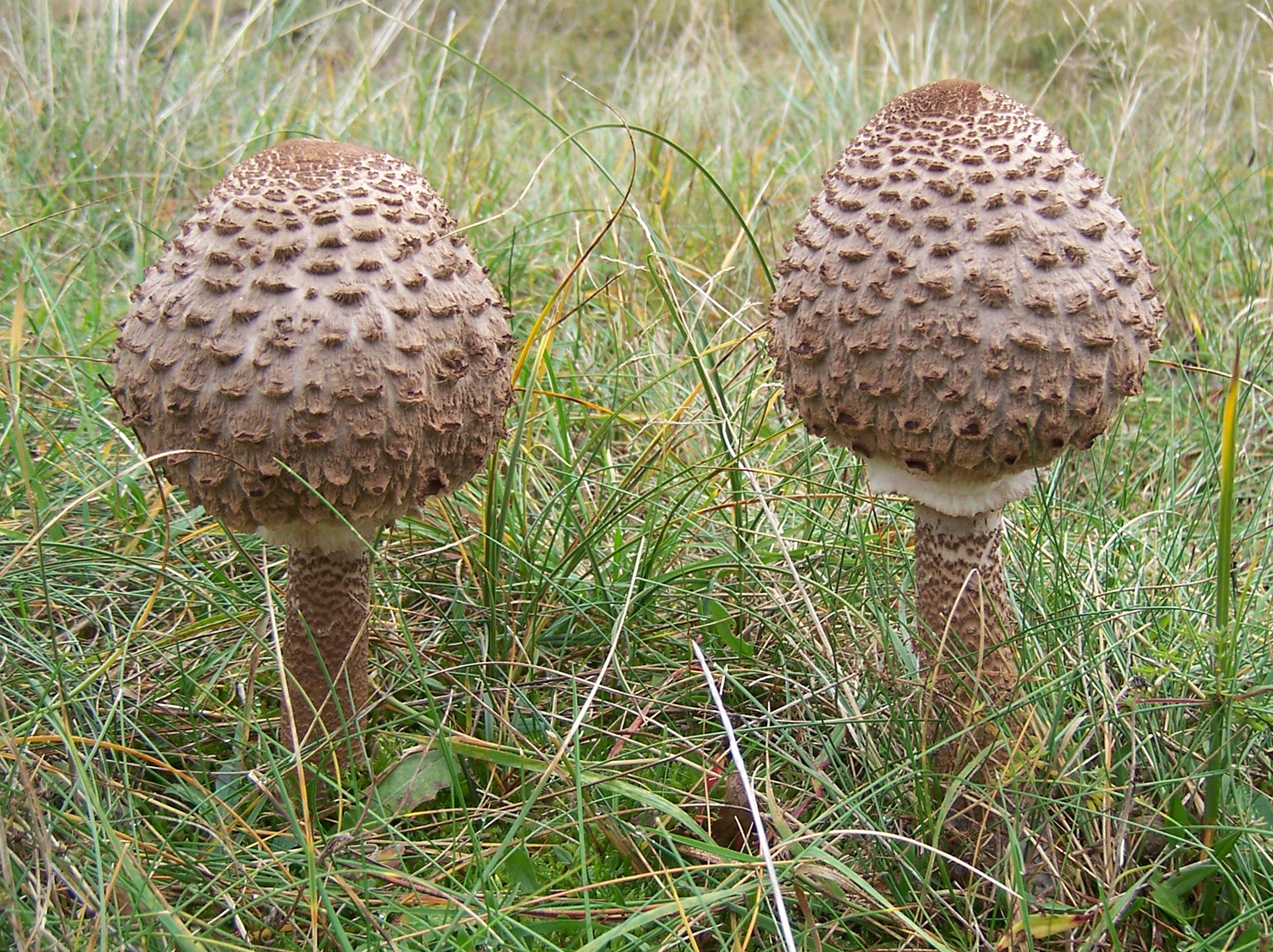
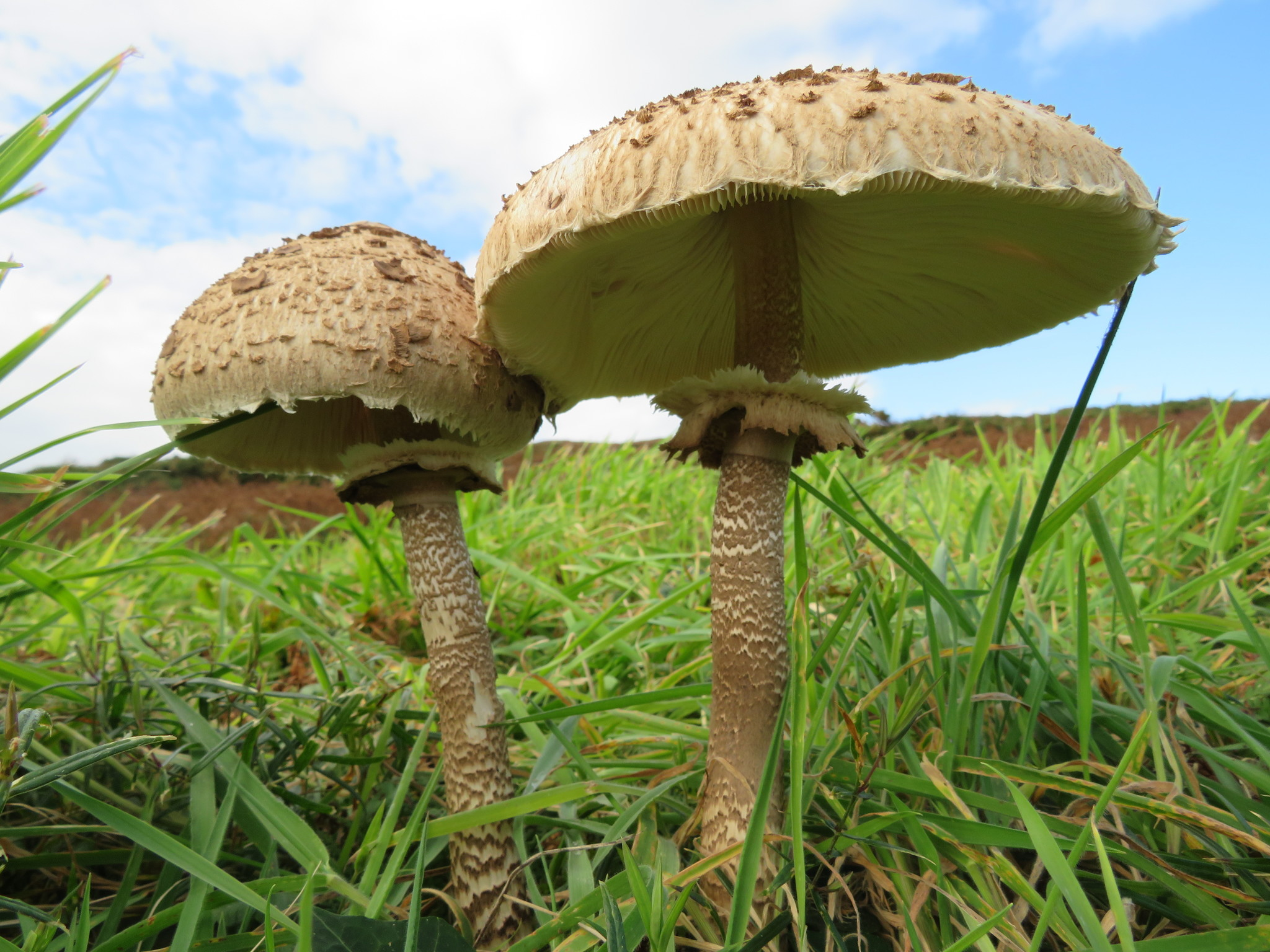
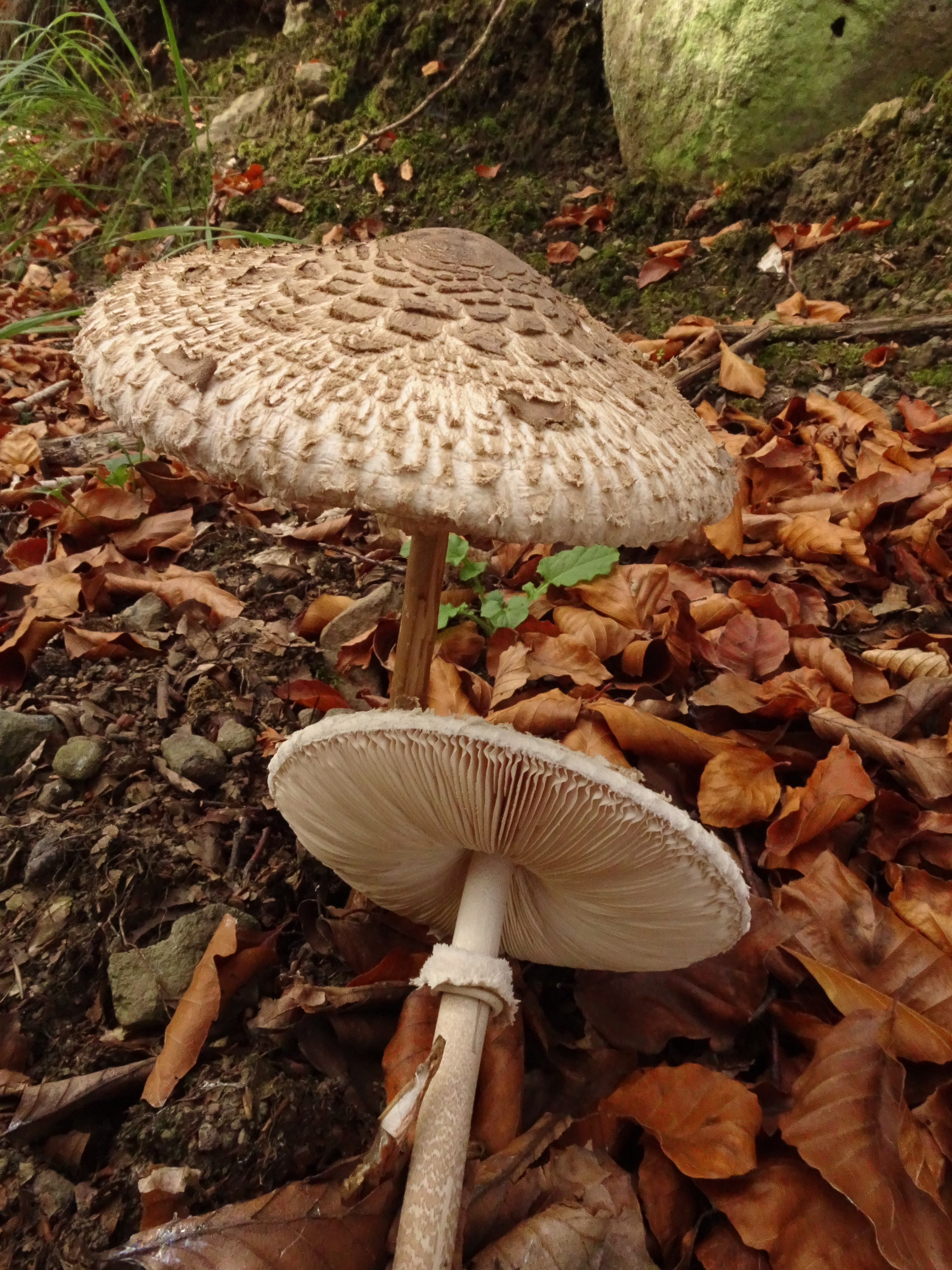
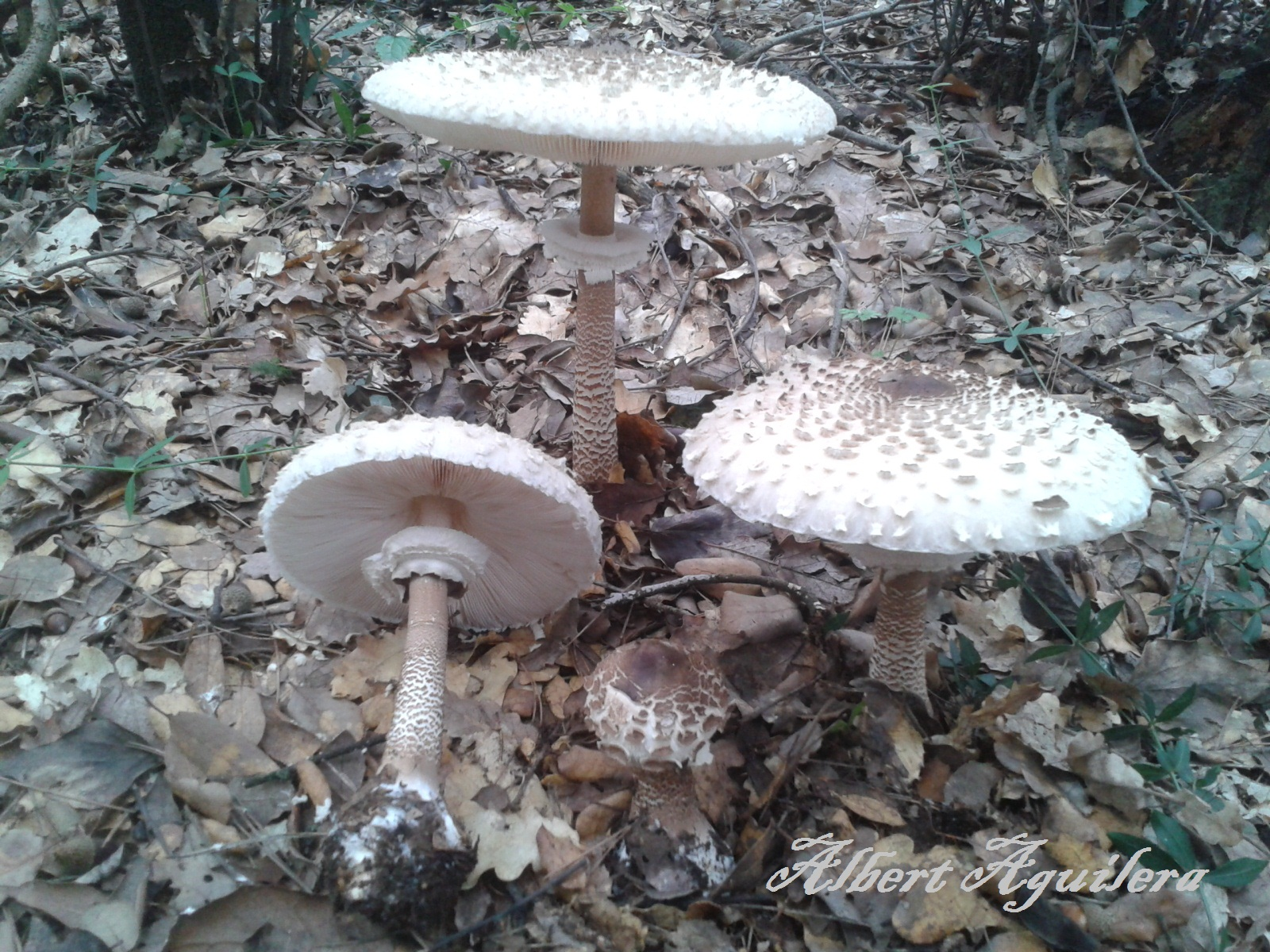
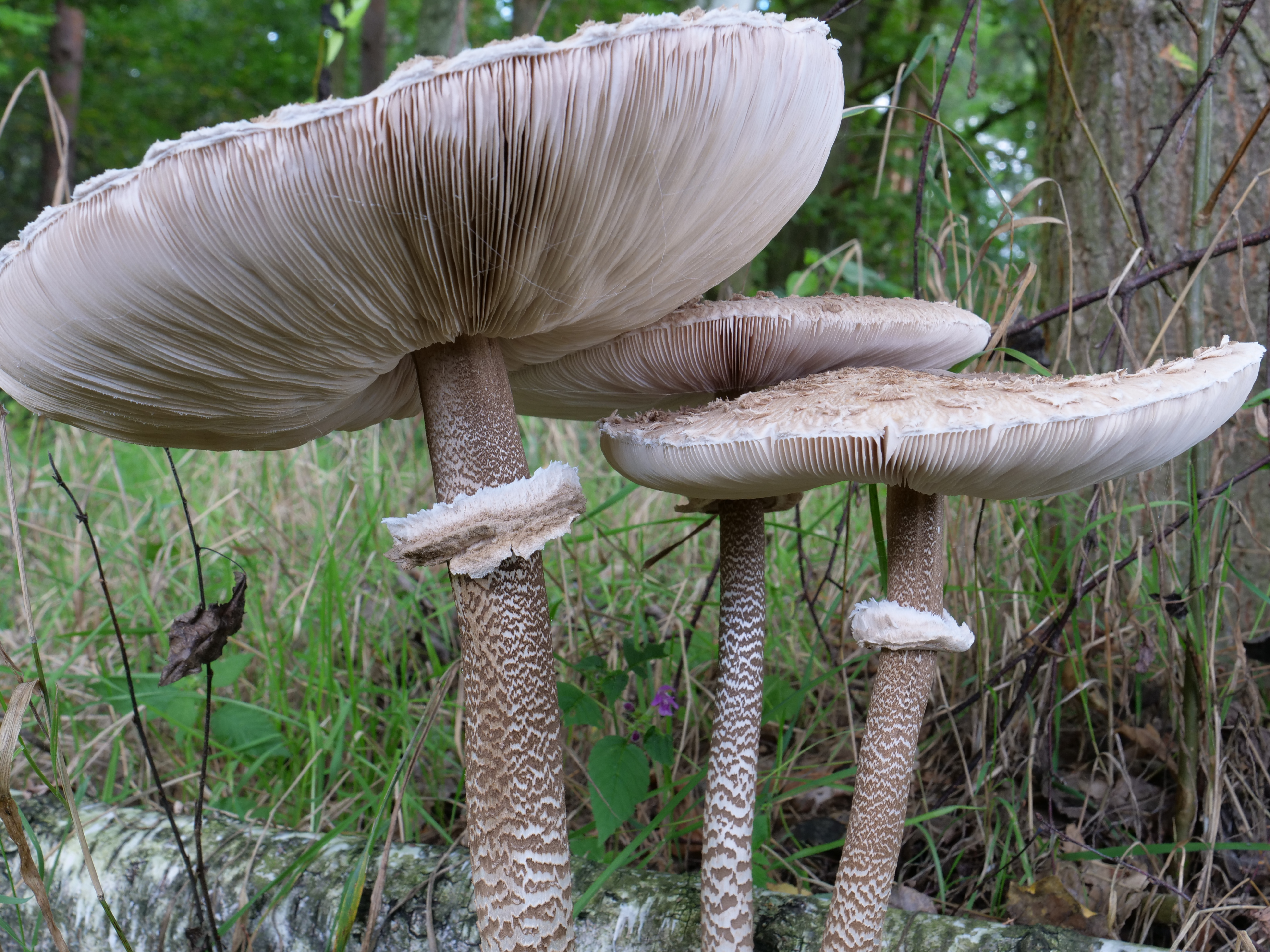
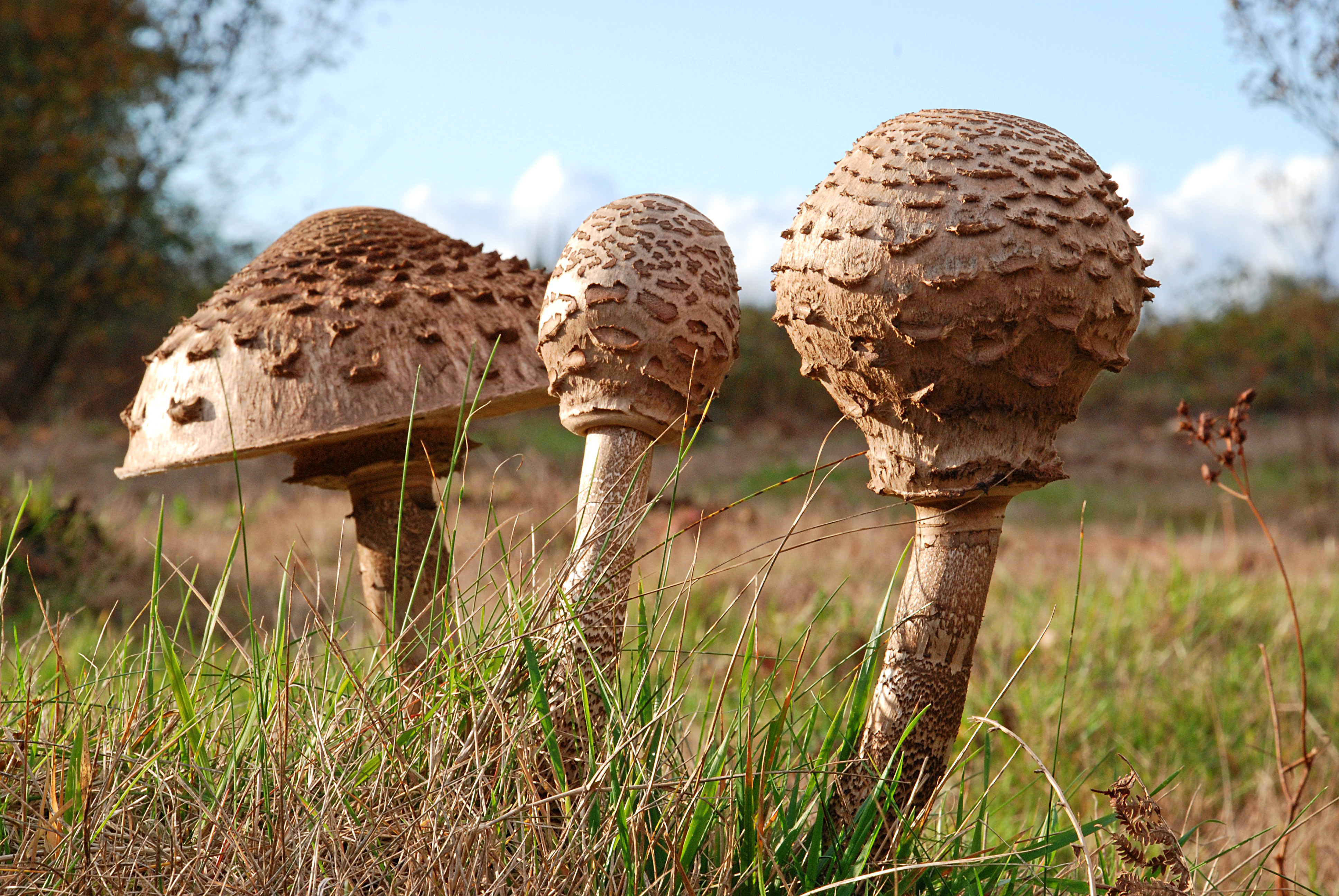
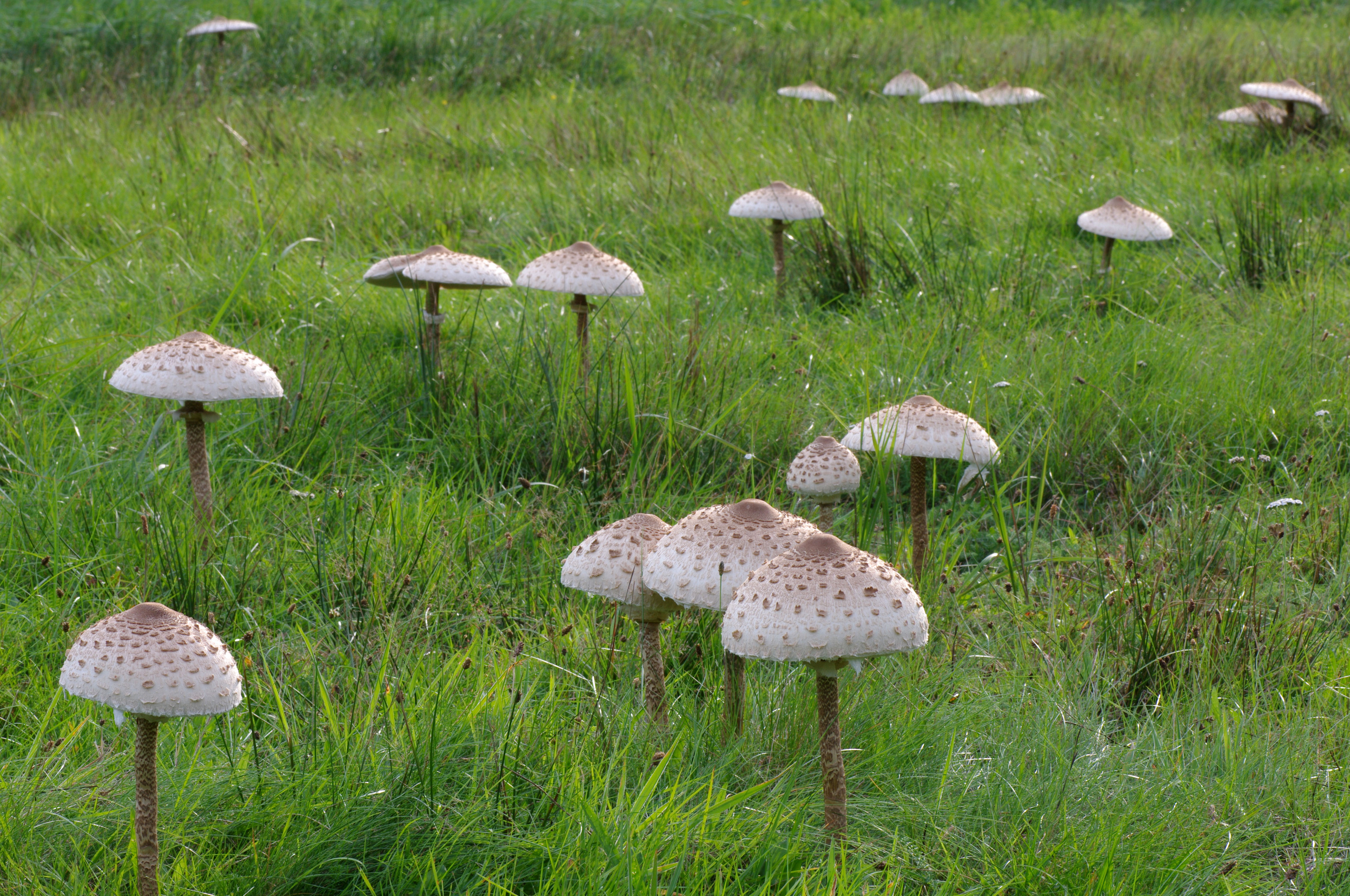

### Caractéristiques microscopiques
Ses spores mesurent 13-19 µm × 9-12 µm, ovoïdes, à pore lenticulaire (pore germinatif couvert par un cal transparent en lentille),.

## Variétés et formes
- Macrolepiota procera var. permixta a un chapeau à tons cannelle à pourpre et une chair rougissante[24].
- Macrolepiota procera var. fuliginosa a un chapeau et un pied plus sombres, un pied dont le revêtement se diffracte difficilement (chinures très fines), et une chair brunissante[24].
- Macrolepiota procera var. pseudoolivascens verdit au toucher et en vieillissant[24].

## Habitat et distribution

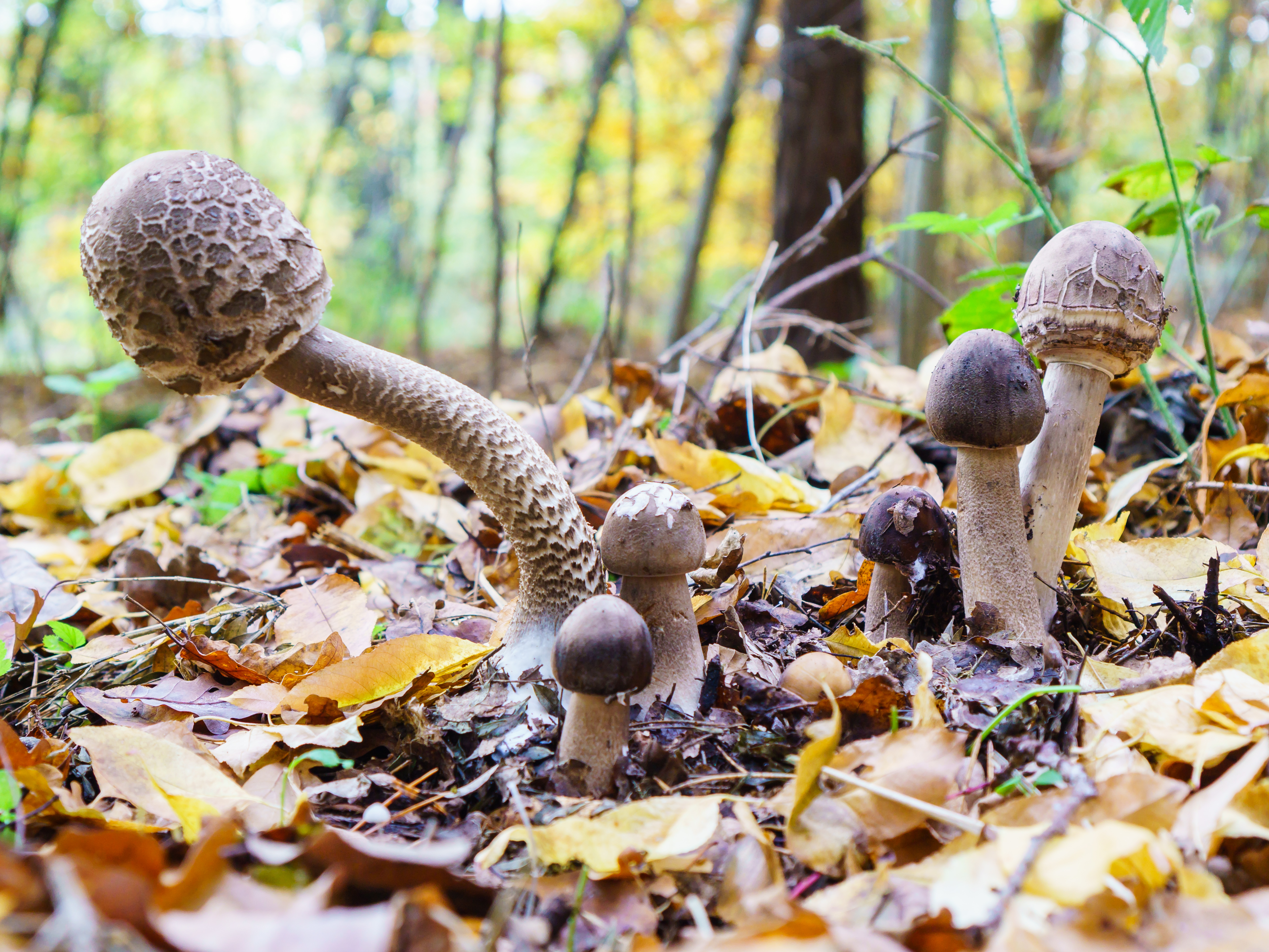
Jeunes M. procera à divers stades de croissance en forêt en Allemagne.

C'est une espèce saprophyte, n'ayant pas besoin de mycorhizes pour se développer, donc pouvant pousser sans nécessiter d'être proche d'arbres. Très commune, la lépiote élevée vient, parfois en grandes troupes, parfois en rond de sorcière, parfois solitaire, dans les sous-bois dégagés, les bois clairs de feuillus, les pâturages, les clairières, les champs ou les prairies, plutôt sur terrains siliceux. C'est une espèce plutôt automnale mais tout de même généralement précoce, venant de juillet à octobre, on la trouve jusqu'à Noël dans les régions méditerranéennes.
La distribution confirmée de la lépiote élevée est eurasiatique. Des espèces affines existent cependant sur tous les continents,,.

## Comestibilité

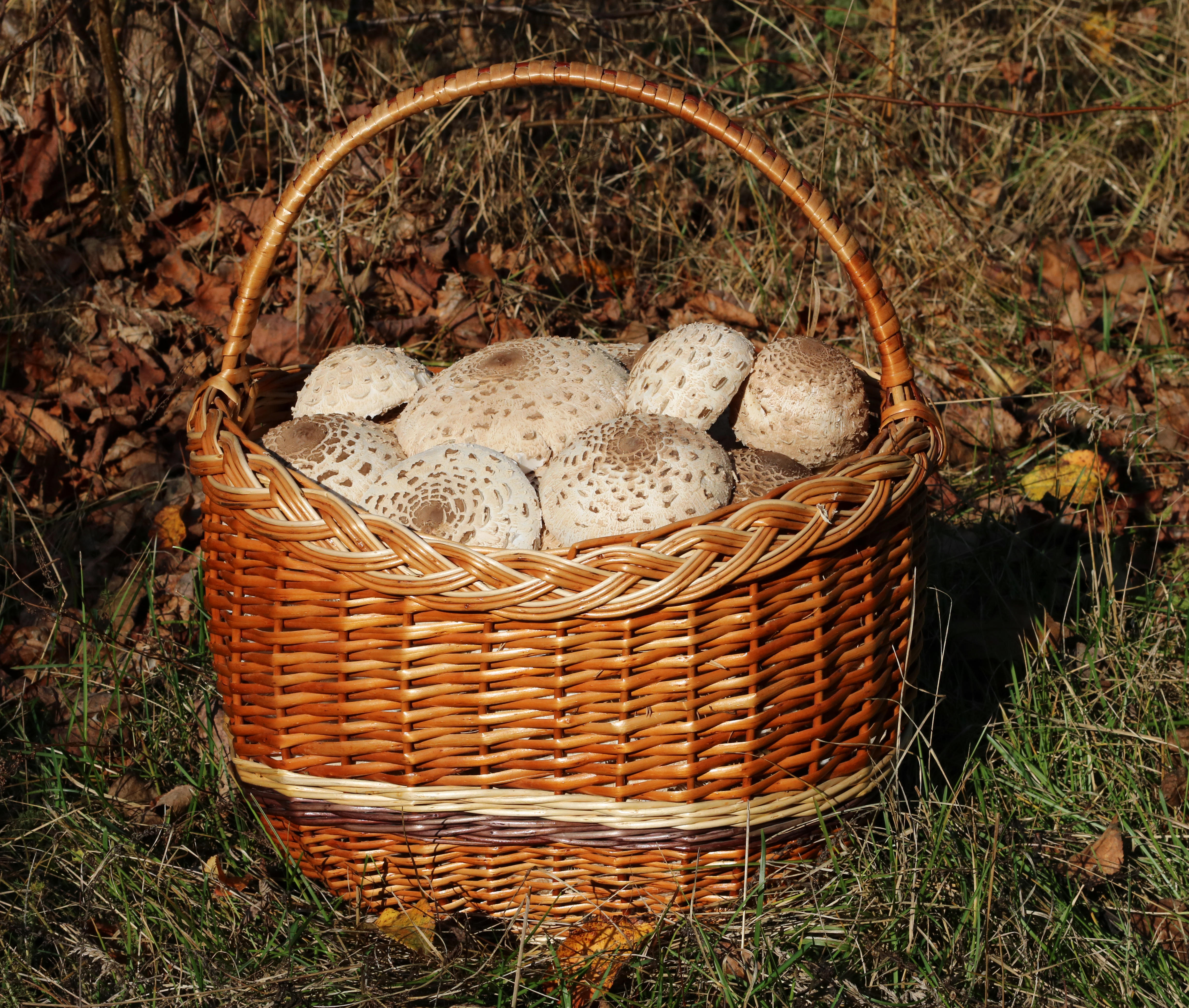
Panier de lépiotes élevées en Ukraine.

La lépiote élevée est un comestible recherché, il est alors le plus souvent en France présenté en cuisine sous le nom populaire de coulemelle. Le pied, fibreux et coriace — surtout chez les exemplaires adultes —, sera retiré, trop indigeste. L'anneau double (« le morceau du roi ») qui dégage comme la chair une agréable odeur de noisette, est consommé cru par certains, bien que la consommation de champignons crus ne soit pas recommandée. Le chapeau, découpé ou gardé entier, se prête à de multiples recettes : frit quelques minutes, les chapeaux entiers dans un peu d'huile d'olive ou, mieux, au barbecue, simplement salés et poivrés avant de servir. Ils peuvent aussi se paner entièrement avec de la farine, des œufs battus et de la chapelure,,.

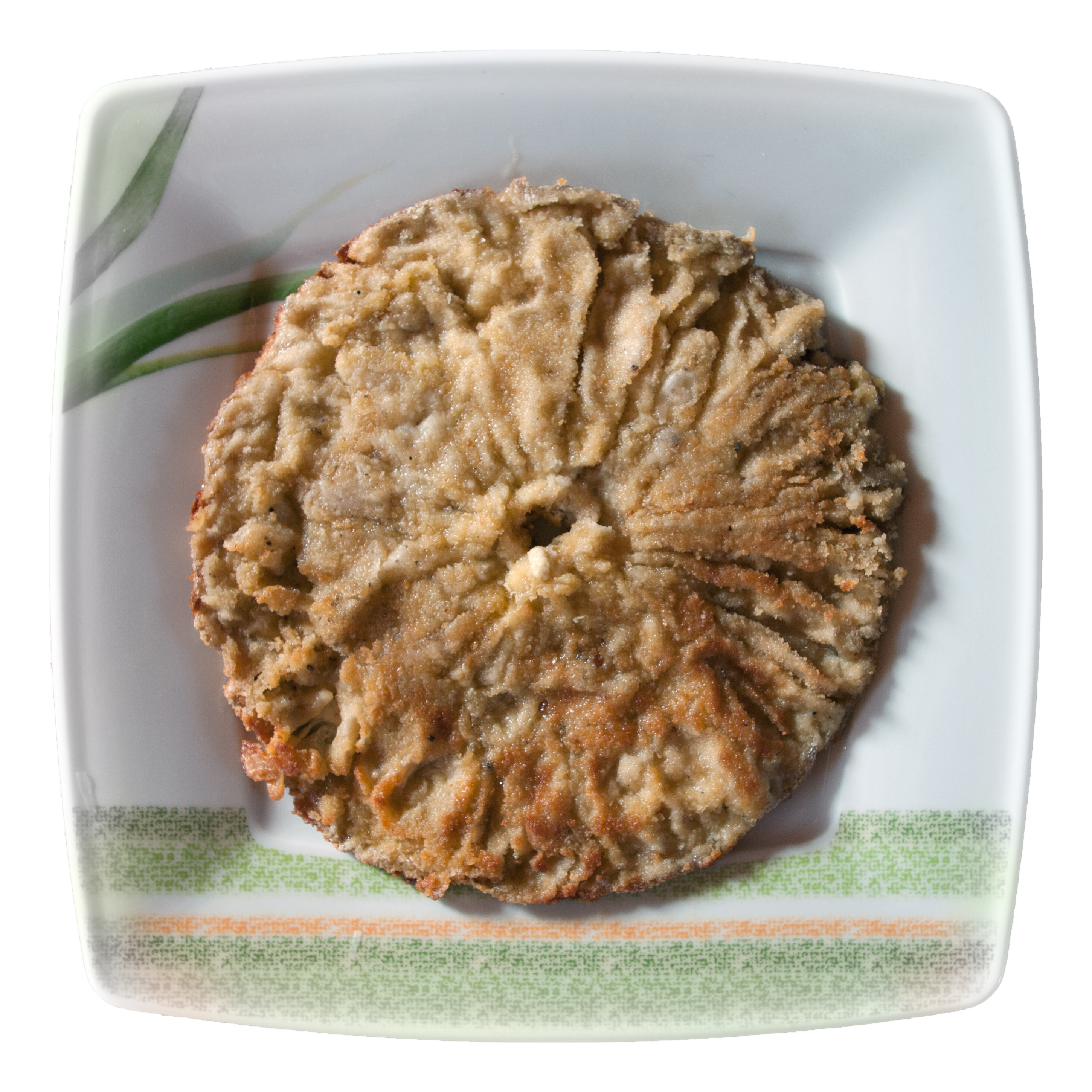
Lépiote élevée, cuisinée en croûte de pâte.

### Fungiculture
La fungiculture des lépiotes élevées est envisagée pour leur goût intéressant. Les caractéristiques des conditions de culture pour la croissance du mycélium de Macrolepiota procera sont déjà développées et démontrent que la croissance du mycélium est favorable à une forte teneur du milieu en azote et une température de 30 °C.

### Composition
M. procera est reconnue pour contenir de la glycérine, du mannitol, du glucose, du tréhalose, du lepiotan et environ vingt acides aminés. Elle contient également plusieurs antioxydants, tels que les composés phénoliques, les tocophérols, l'acide ascorbique, et des caroténoïdes. Ses sporophores contiennent des protéines, du fer, du zinc, de la chitine, du chitosane, des fibres, des vitamines et des minéraux. L'acide linolénique se retrouve en quantité importante dans Macrolepiota procera. Cette espèce de champignon présente une activité antibiotique contre les bactéries à Gram négatif.
De nombreuses études analysent également la teneur en minéraux dans la lépiote élevée comme indicateur de contamination de l'environnement, de sorte qu'elle pourrait éventuellement servir comme indicateur environnemental.

## Confusions possibles
En Europe, avec sa haute taille, son port élancé (c'est le plus grand champignon des régions tempérées), et sa répartition très commune, M. procera est se caractérise facilement. Cependant, il existe tout de même des confusions possibles :

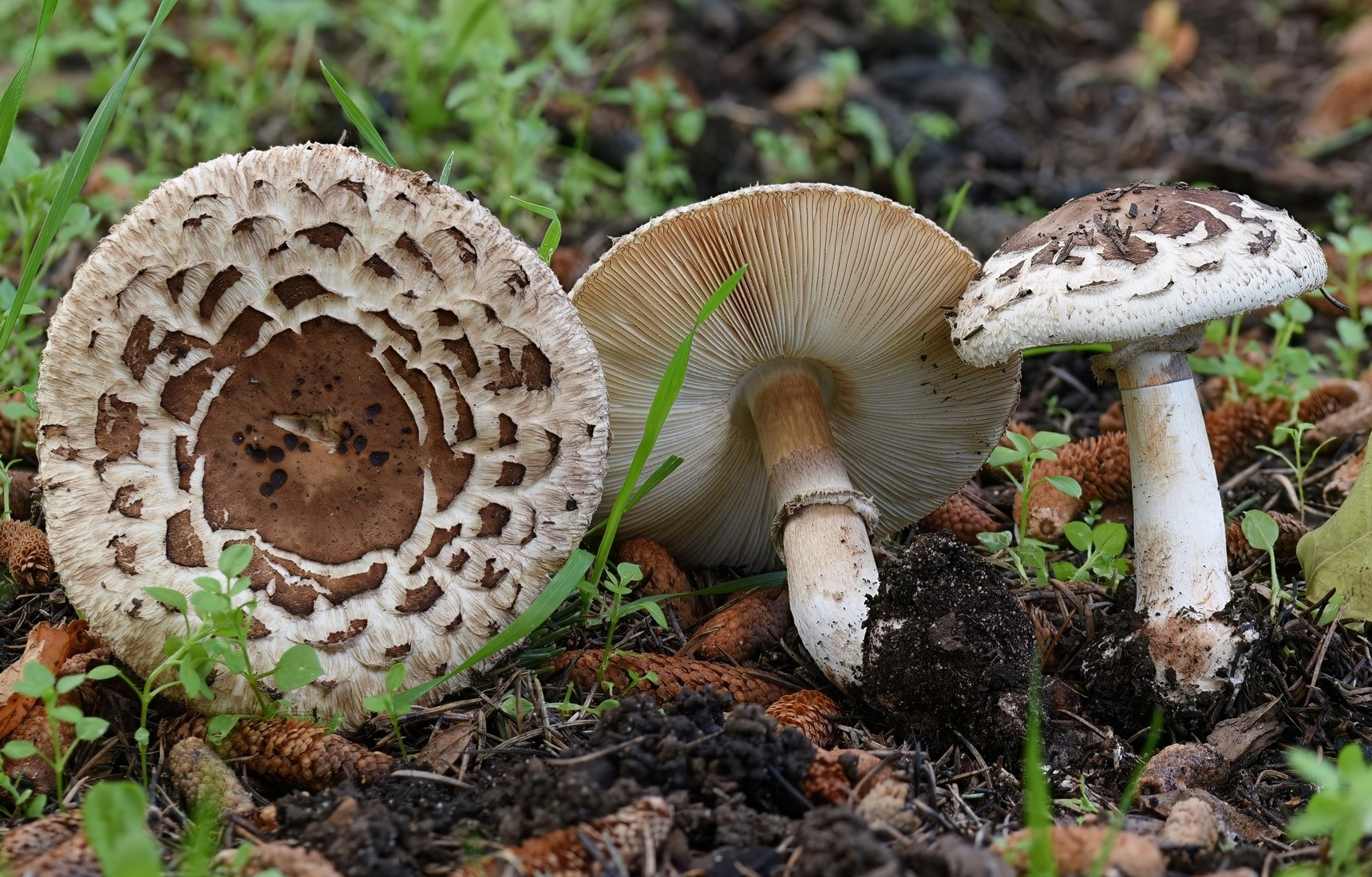
La Lépiote vénéneuse (Chlorophyllum brunneum), l'espèce entrainant des intoxications la plus souvent confondue avec M. procera.

- La Lépiote vénéneuse (Chlorophyllum brunneum), l'espèce entrainant des intoxications la plus souvent confondue avec M. procera. La lépiote vénéneuse (Chlorophyllum brunneum), une autre grande lépiote étant parmi les espèces générant le plus d'intoxications chaque année pour cause de sa ressemblance avec M. procera, souvent confondue avec. À la longueur du pied ne dépassant généralement pas le diamètre du chapeau, la Lépiote vénéneuse se distingue aussi par son anneau simple, son pied non-chiné, son bulbe marginé, sa chair roussissante au grattage ou à la coupe et son écologie nitrophile, souvent dans les jardins ou les lieux rudéraux. Comestibilité suspecte à toxique léger inconstant.
- La lépiote déguenillée (Chlorophyllum rhacodes), ressemblant à la lépiote vénéneuse, mais au bulbe non marginé, à l'anneau double, au plaques du chapeau généralement plus mécheuses et moins contrastées et venant plutôt en forêt. Comestible, mais certains la tolèrent mal.
- La lépiote d'Olivier (Chlorophyllum olivieri), ressemblant à la lépiote déguenillée, mais aux mèches grisâtres concolores au fond du chapeau. Comestible, mais certains la tolèrent mal.
- La lépiote mamelonnée (Macrolepiota mastoidea), est très ressemblante à la coulemelle, mais son chapeau est encore plus nettement mamelonné et est orné d'écailles plus petites et plus nombreuses, son pied est peu chiné (zébré) ou pas du tout et son anneau est plutôt simple. Comestible.
- Macrolepiota rhodosperma, est quasiment identique à la coulemelle, mais les écailles labiles plus grandes et plus fines sur son chapeau se relèvent à leur bord à la façon de feuilles d'or déposées. Son pied est peu chiné, son anneau est simple à double et ses lames présentent parfois des reflets roses. Assez commune, elle est souvent consommée en confusion avec M. procera, heureusement, elle partage sa comestibilité. Comestible.
- La lépiote excoriée (Macrolepiota excoriata), au chapeau crème excorié sur les bords, au pied lisse, à l'anneau simple et mince, la plus petite des "grandes lépiotes", mesurant généralement une dizaine de centimètres. Comestible.
- La lépiote helvéolée (Lepiota helveola), est une petite lépiote mortelle, qui, en théorie, ne devrait pas être confondue de par la différence de taille. Cependant, par temps sec, la coulemelle peut voir son développement atrophié et ne pas atteindre ses dimensions habituelles et on peut alors plus facilement la confondre avec les petites lépiotes. C'est pourquoi il est conseillé de se méfier des champignons ressemblants de petite taille, et, par sécurité, de ne jamais cueillir de lépiotes de moins de 10 cm de haut (M. procera dépassant normalement largement cette hauteur même dans ses stades les plus précoces).
- La lépiote brun-rose (Lepiota brunneoincarnata), qui est une autre petite lépiote mortelle. Ces deux petites lépiotes, même si leur morphologie, surtout leur taille (généralement pas plus de 6 cm) se distinguent assez facilement de M. procera, elles sont pertinentes à mentionner de par leur extrême dangerosité[36],[37].
- Certaines amanites peuvent éventuellement se confondre avec la Coulemelle. Le pied des amanites est généralement niché dans une volve alors que celui de la Coulemelle est renflé à la base et n'a pas de volve ; les amanites ont également un anneau tombant simple et fixe. Cela permet de distinguer la lépiote élevée de  l'amanite élevée (Amanita excelsa var. excelsa), sans intérêt alimentaire cuite, toxique crue, déconseillée,  l'amanite rougissante (Amanita rubescens), comestible réputée cuite, toxique crue,  l'amanite impériale (Amanita ceciliae), comestible cuite, toxique crue, ou encore de la toxique   amanite panthère (Amanita pantherina). Toutes ces amanites poussent généralement en forêt et non pas en plein milieu des champs.
- La lépiote pudique (Leucoagaricus leucothites), peut aussi rappeler M. procera, mais son pied n'est pas chiné, son anneau est très simple et son chapeau blanc est lisse et nu. Pouvant se confondre avec des Amanites blanches dangereuses. Sans intérêt alimentaire.
- La lépiote des dunes (Macrolepiota psammophila), très ressemblante mais très rare, venant sur le littoral dans l'arrière-dune, chapeau plus ou moins mamelonné, d’abord granuleux-feutré puis se rompant en larges plaques discales sombres sur fond plus clair. Lames beige argilacé à arête érodée. Stipe finement zébré-chiné, subconcolore au chapeau, bulbeux, anneau simple et membraneux. Rare, sans intérêt alimentaire[38].
- Macrolepiota phaeodisca, comme M. psammophila, écologie similaire, mais plus petite, stipe lisse blanc grisâtre souvent assez court, centre du chapeau nettement plus sombre que le reste du revêtement. Rare, sans intérêt alimentaire[38].

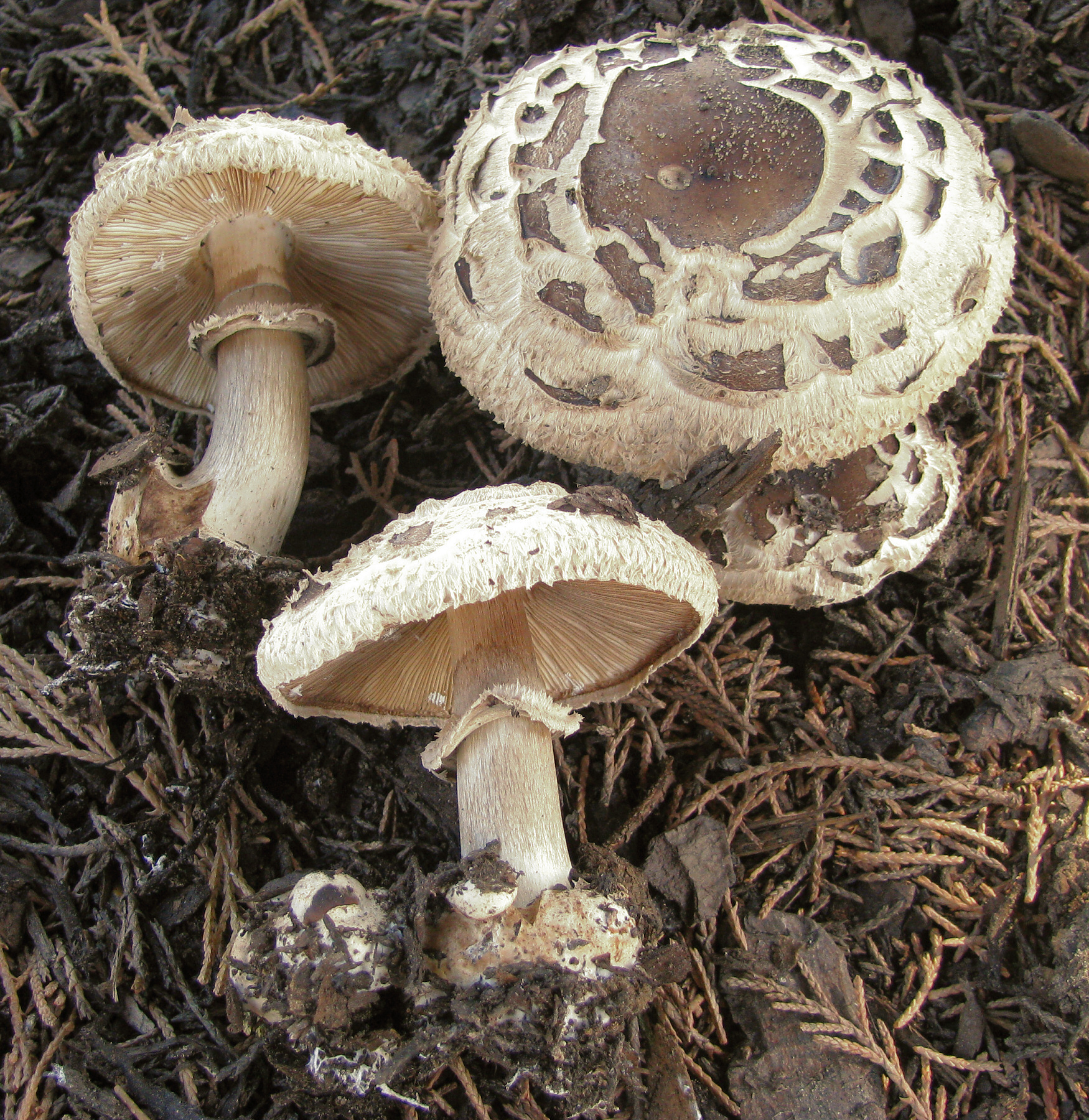
La lépiote vénéneuse (Chlorophyllum brunneum)
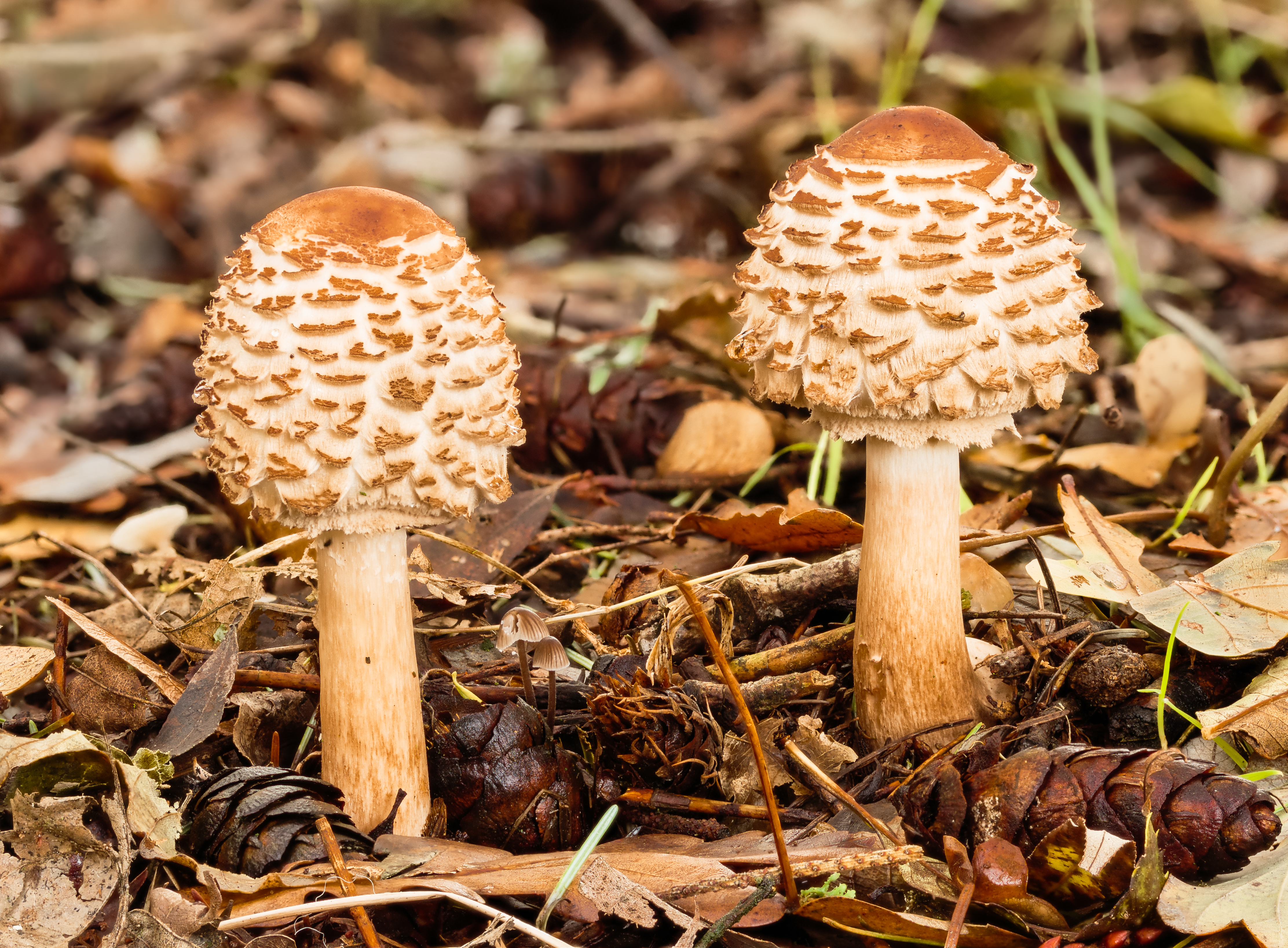
La lépiote déguenillée (Chlorophyllum rhacodes)
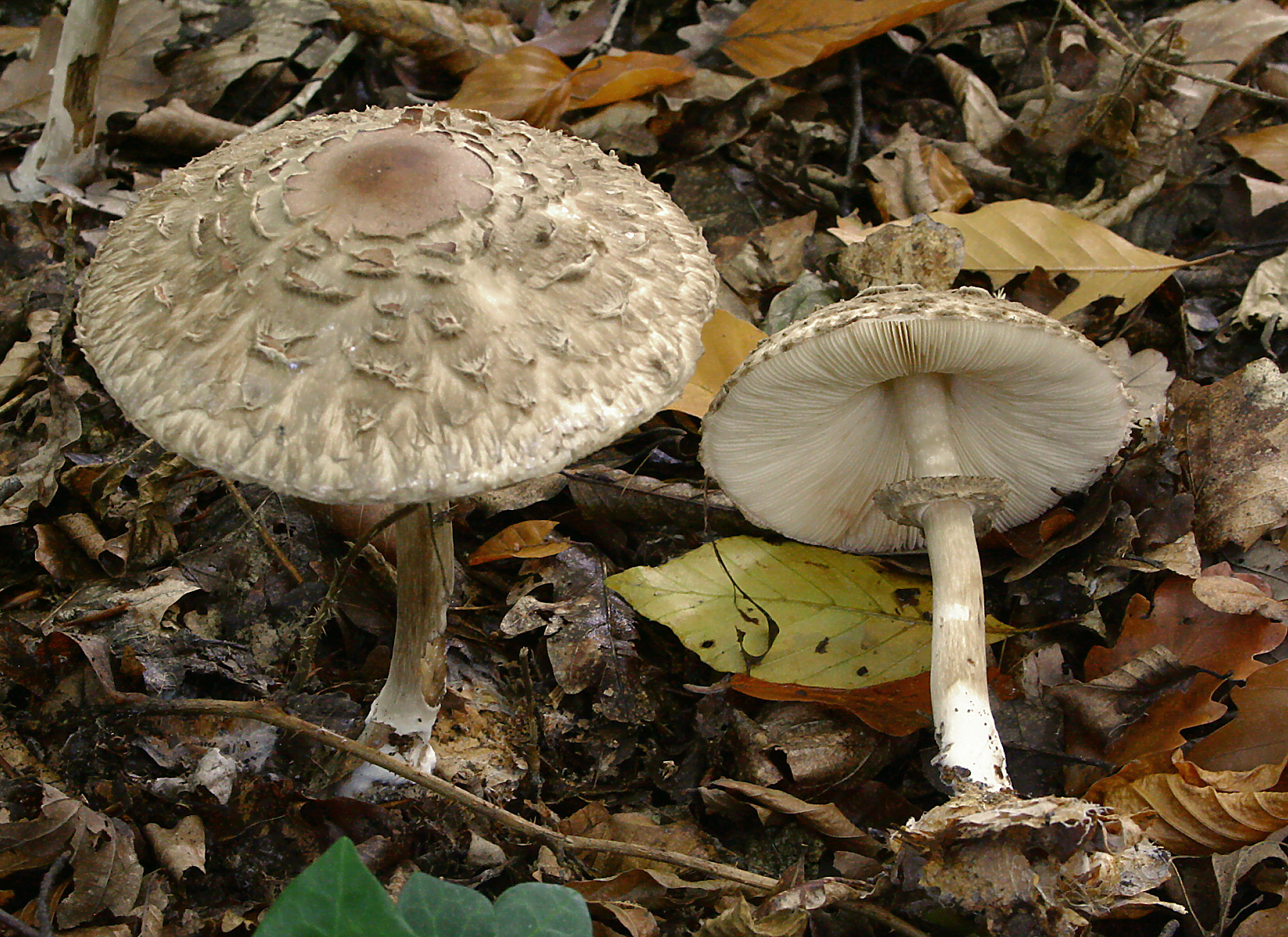
La lépiote d'Olivier (Chlorophyllum olivieri)
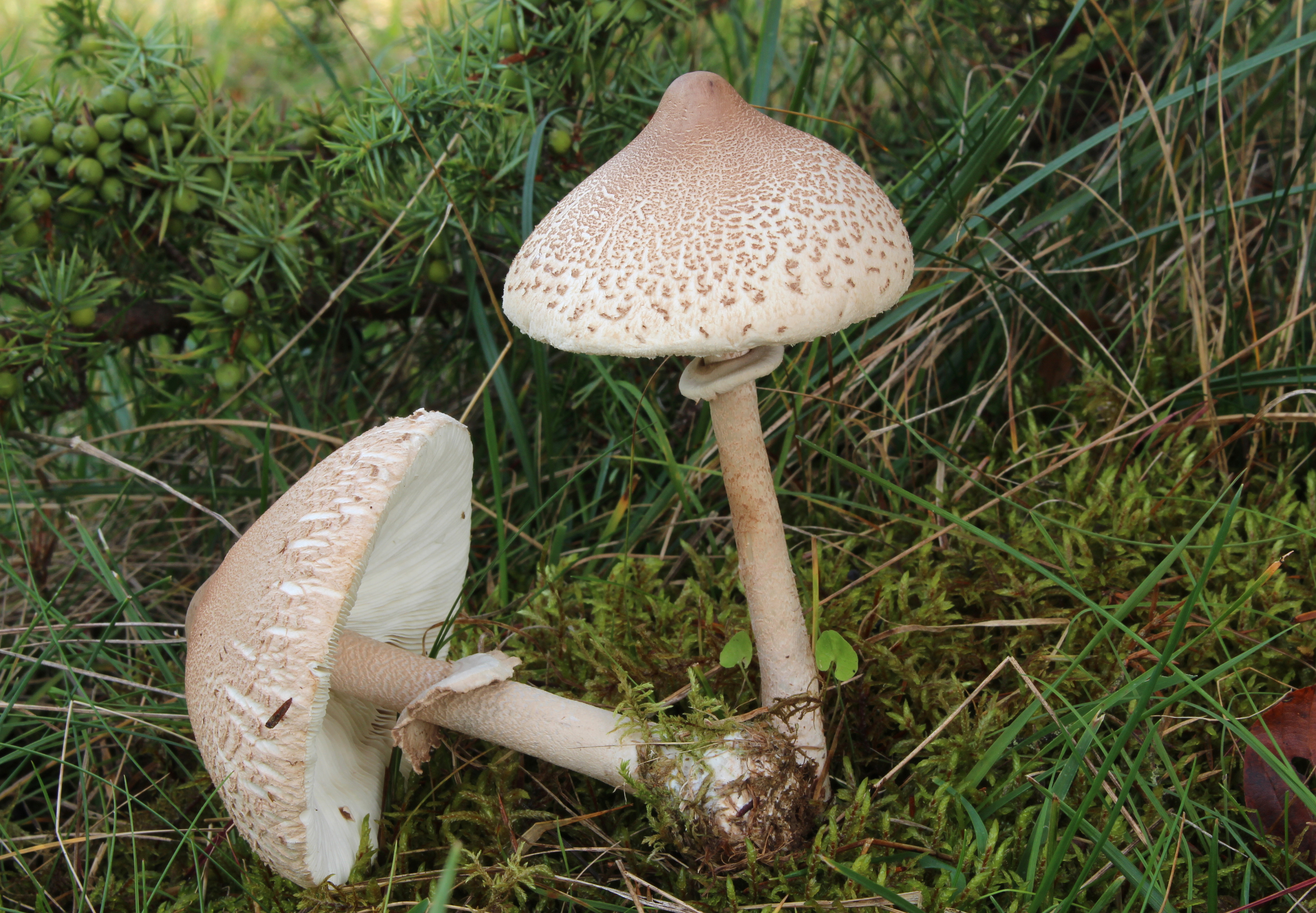
La lépiote mamelonnée (Macrolepiota mastoidea)
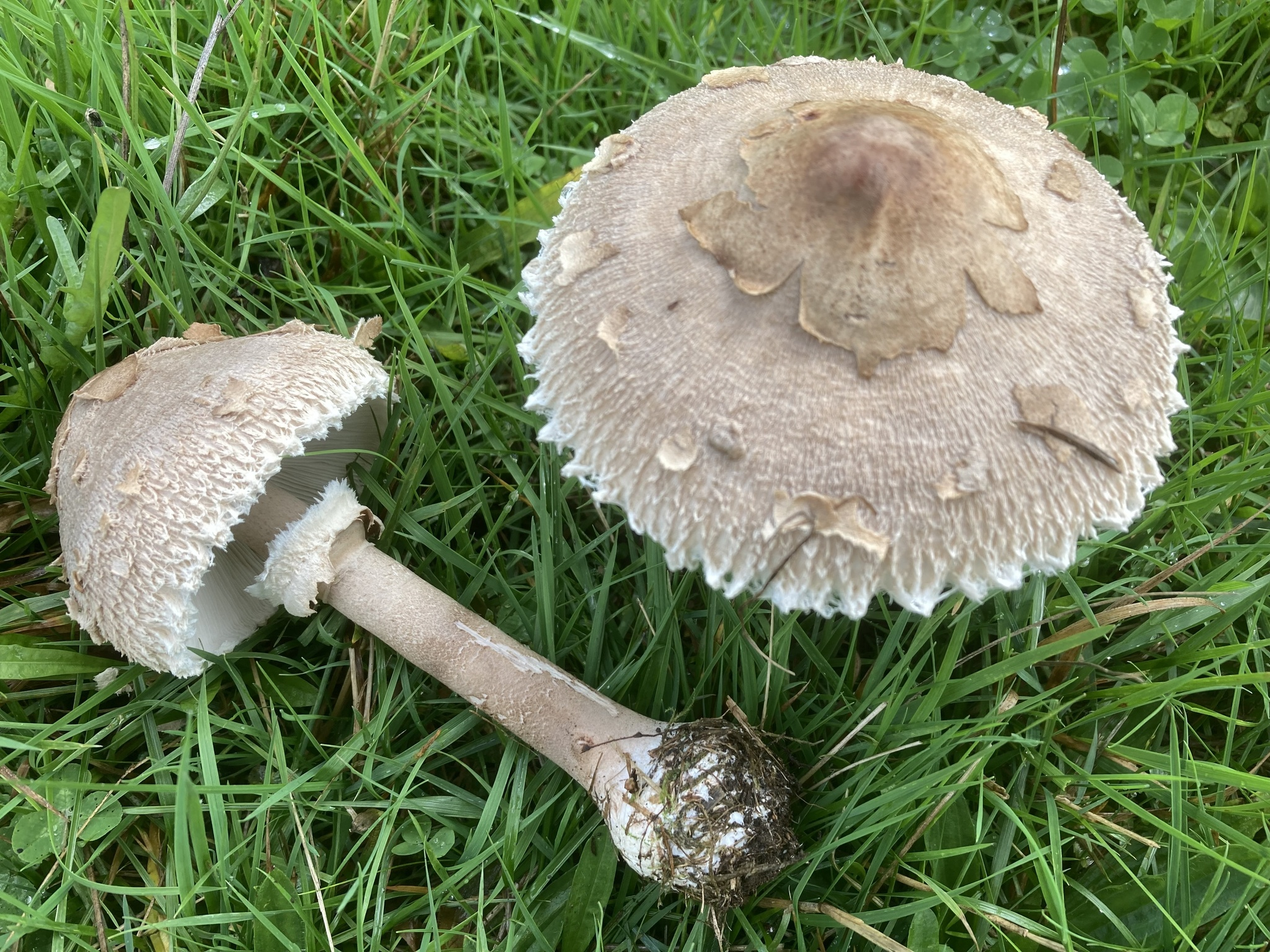
Macrolepiota rhodosperma
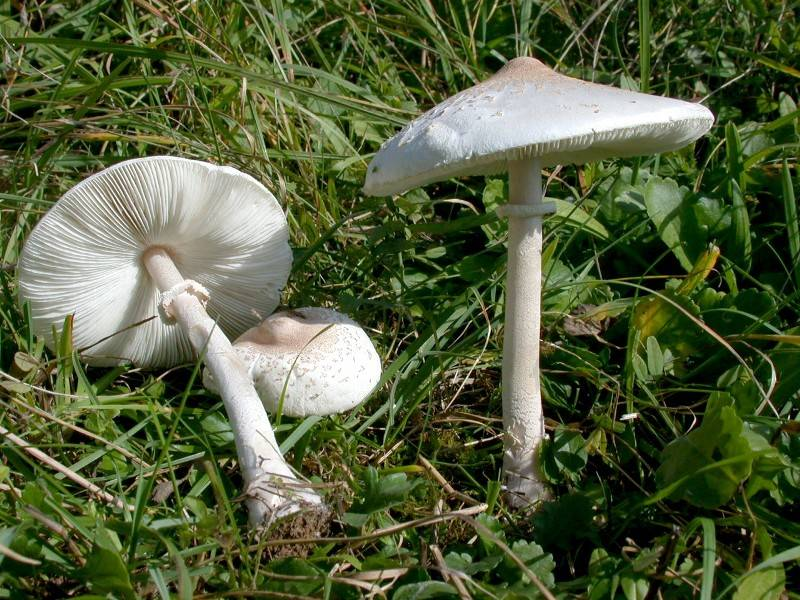
La lépiote excoriée (Macrolepiota excoriata)
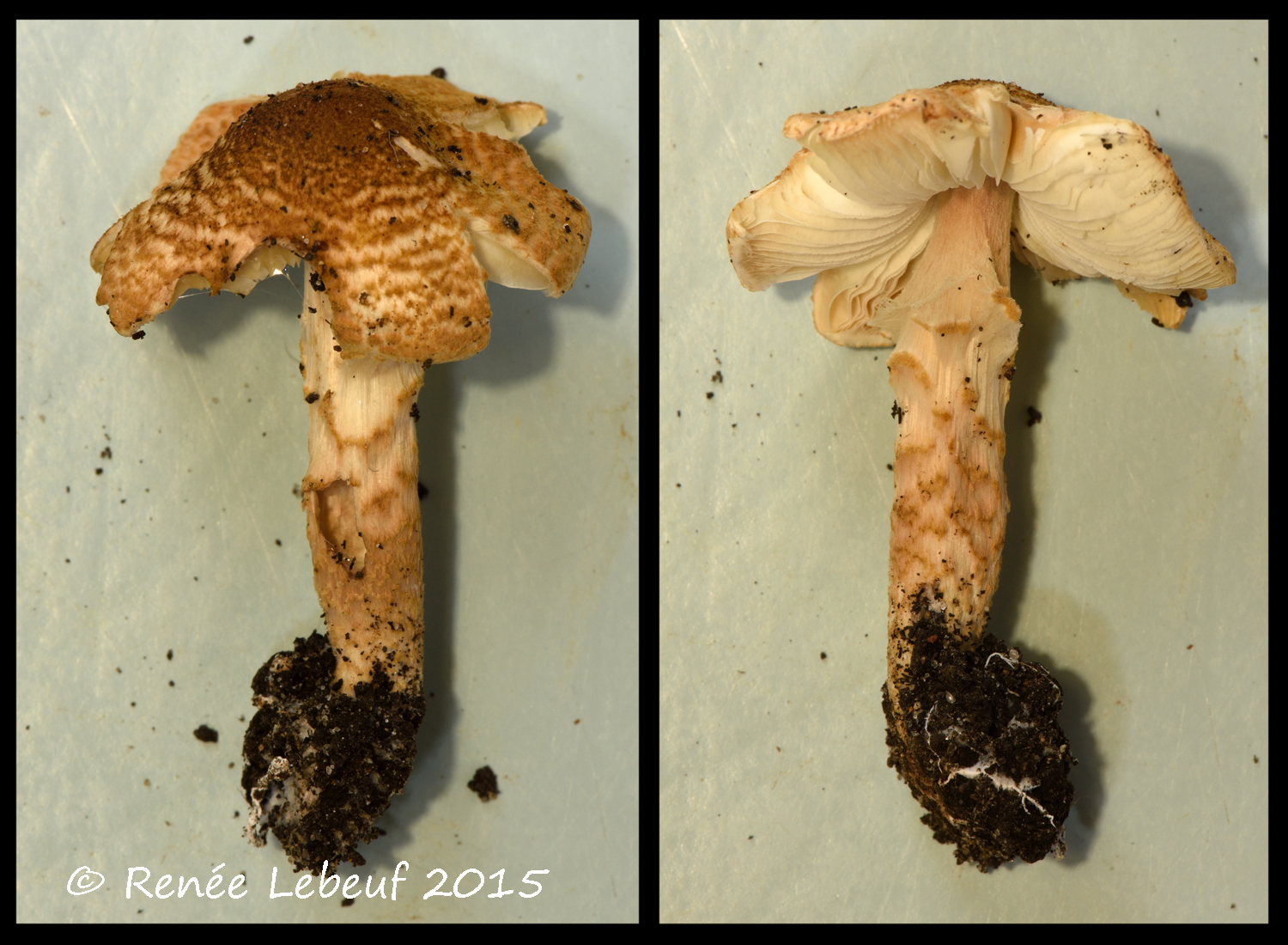
La lépiote helvéolée (Lepiota helveola)
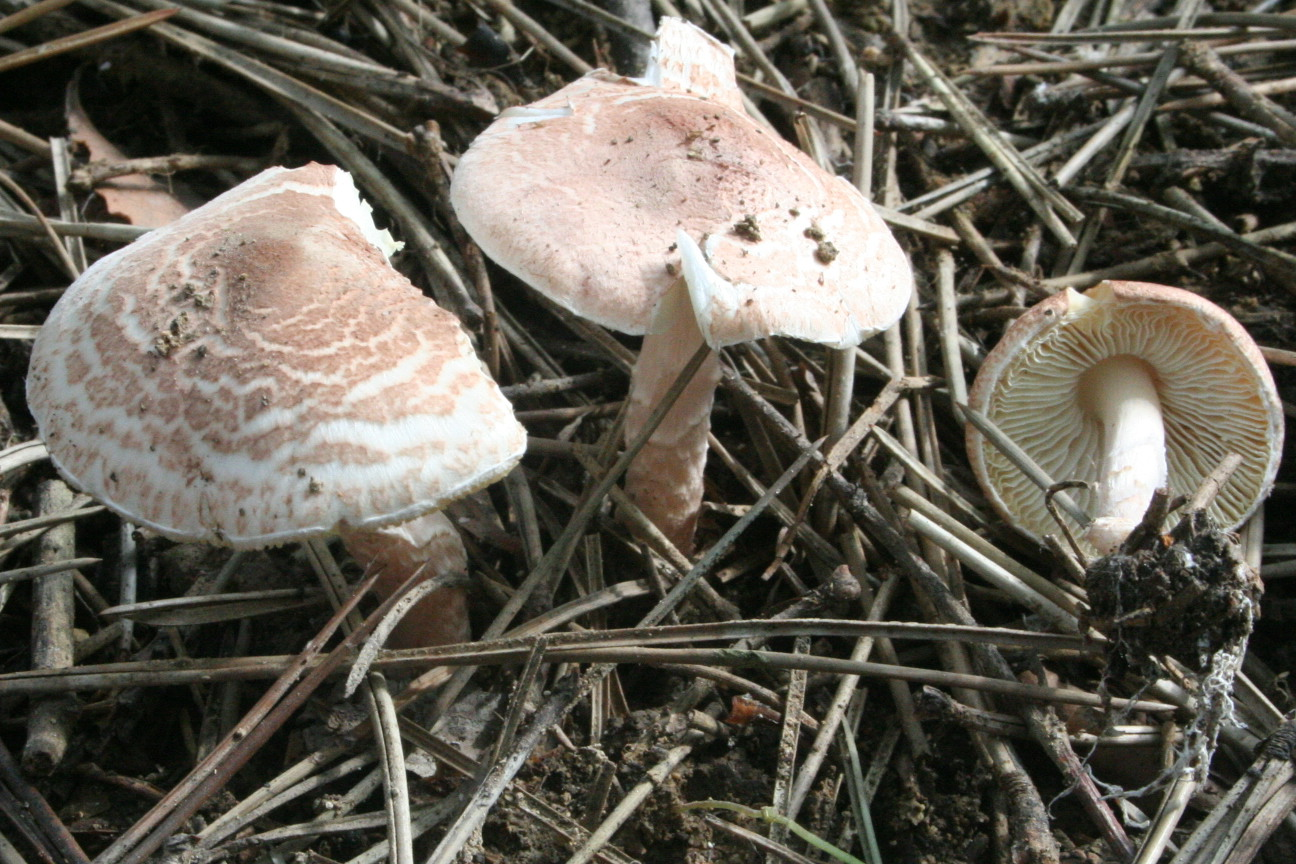
La lépiote brun-rose (Lepiota brunneoincarnata)
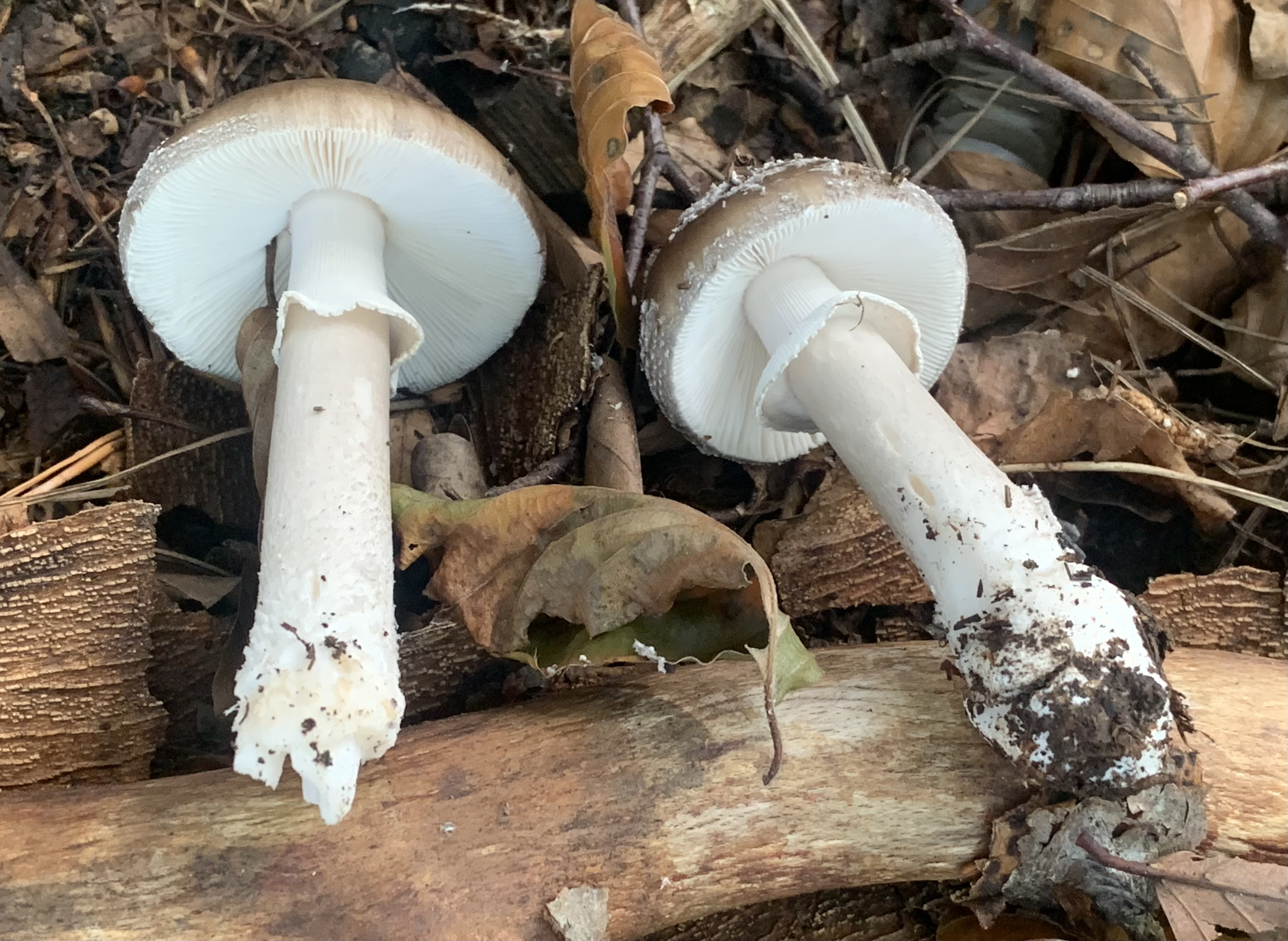
L'amanite élevée (Amanita excelsa var. excelsa)
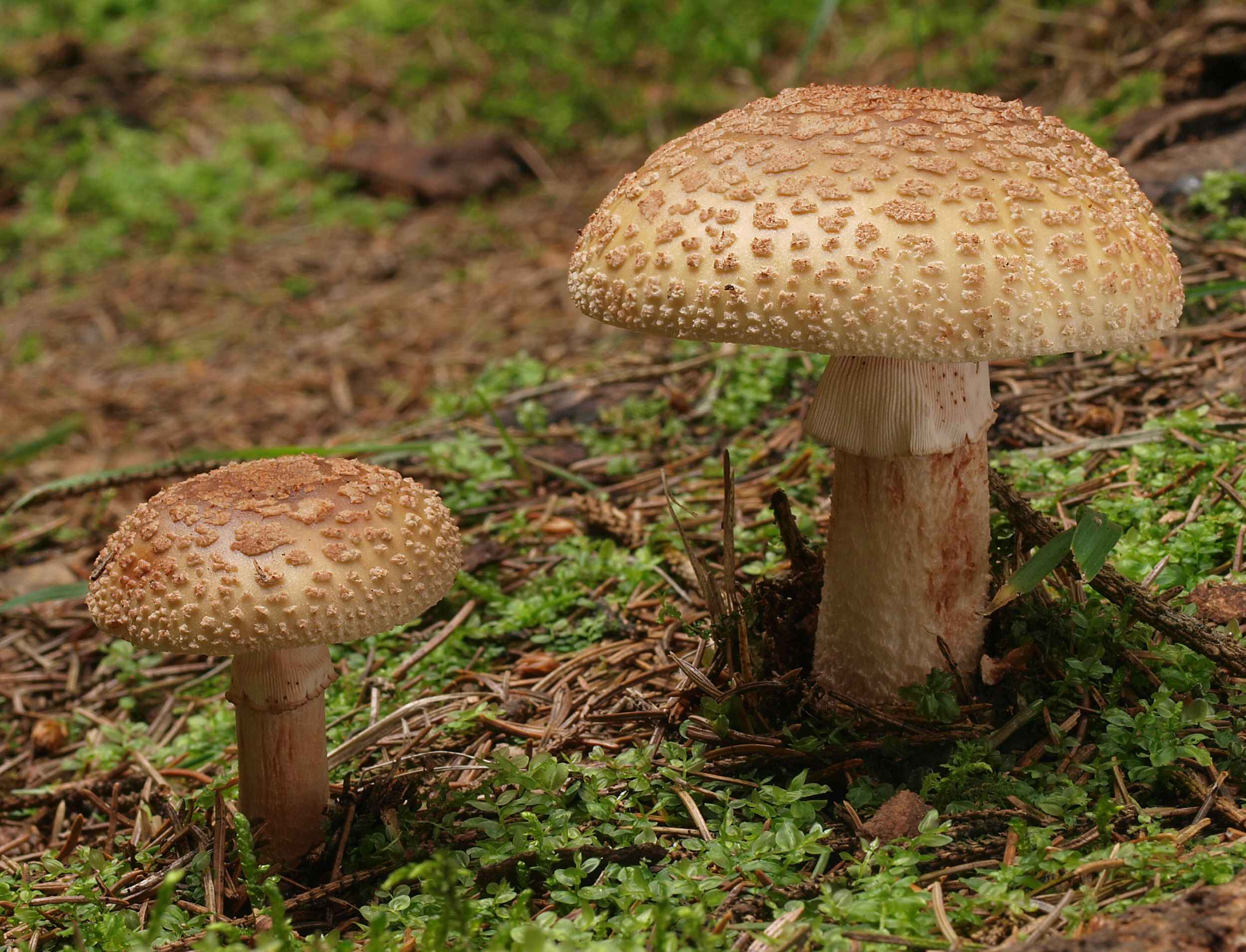
L'amanite rougissante (Amanita rubescens)
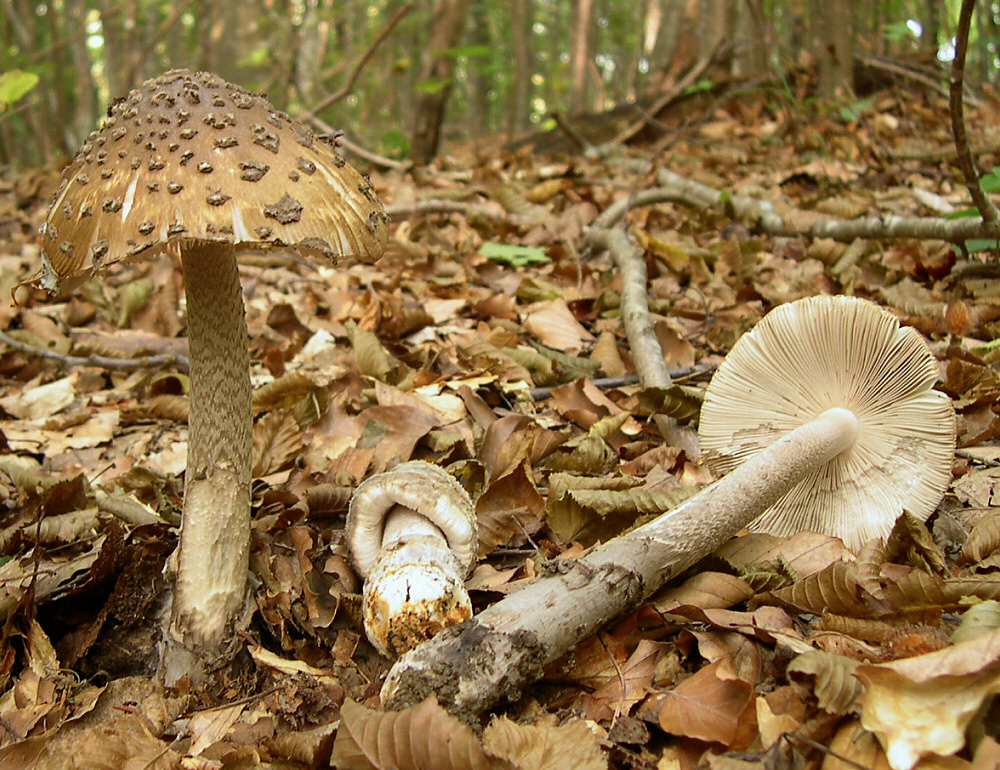
L'amanite impériale (Amanita ceciliae)
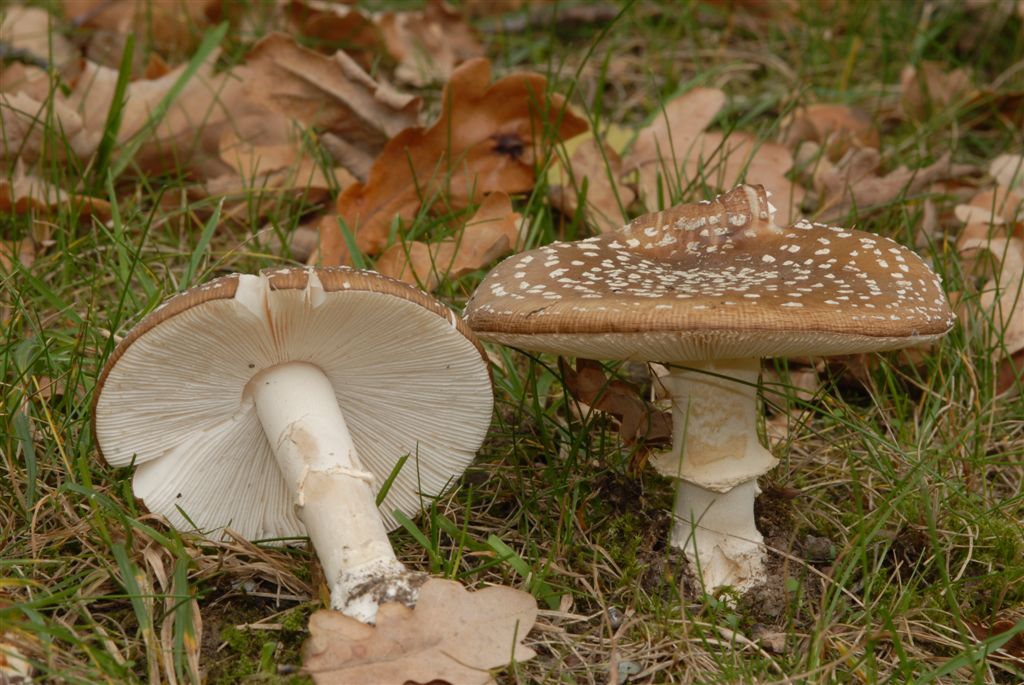
L'amanite panthère (Amanita pantherina)
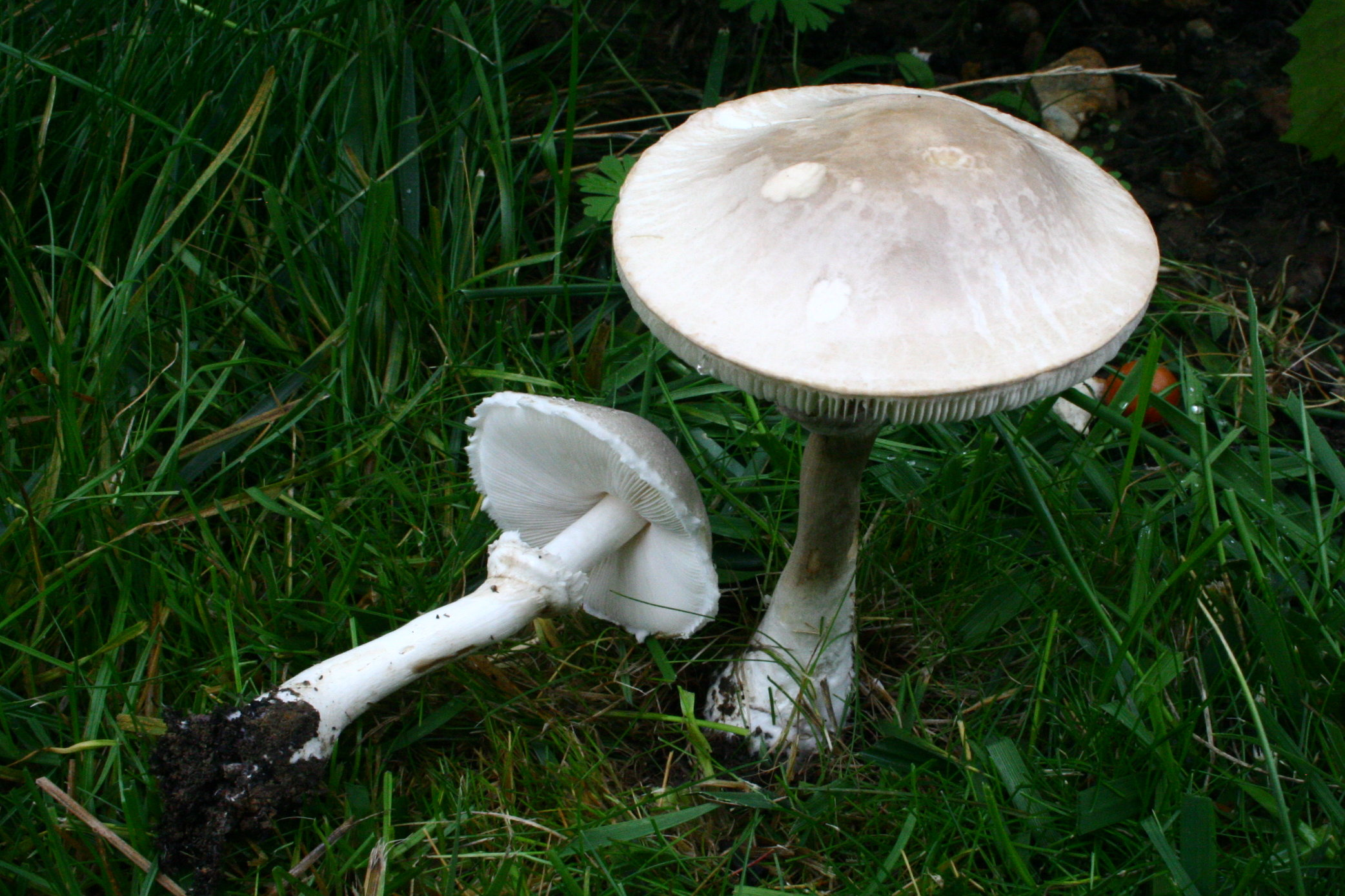
La lépiote pudique (Leucoagaricus leucothites)
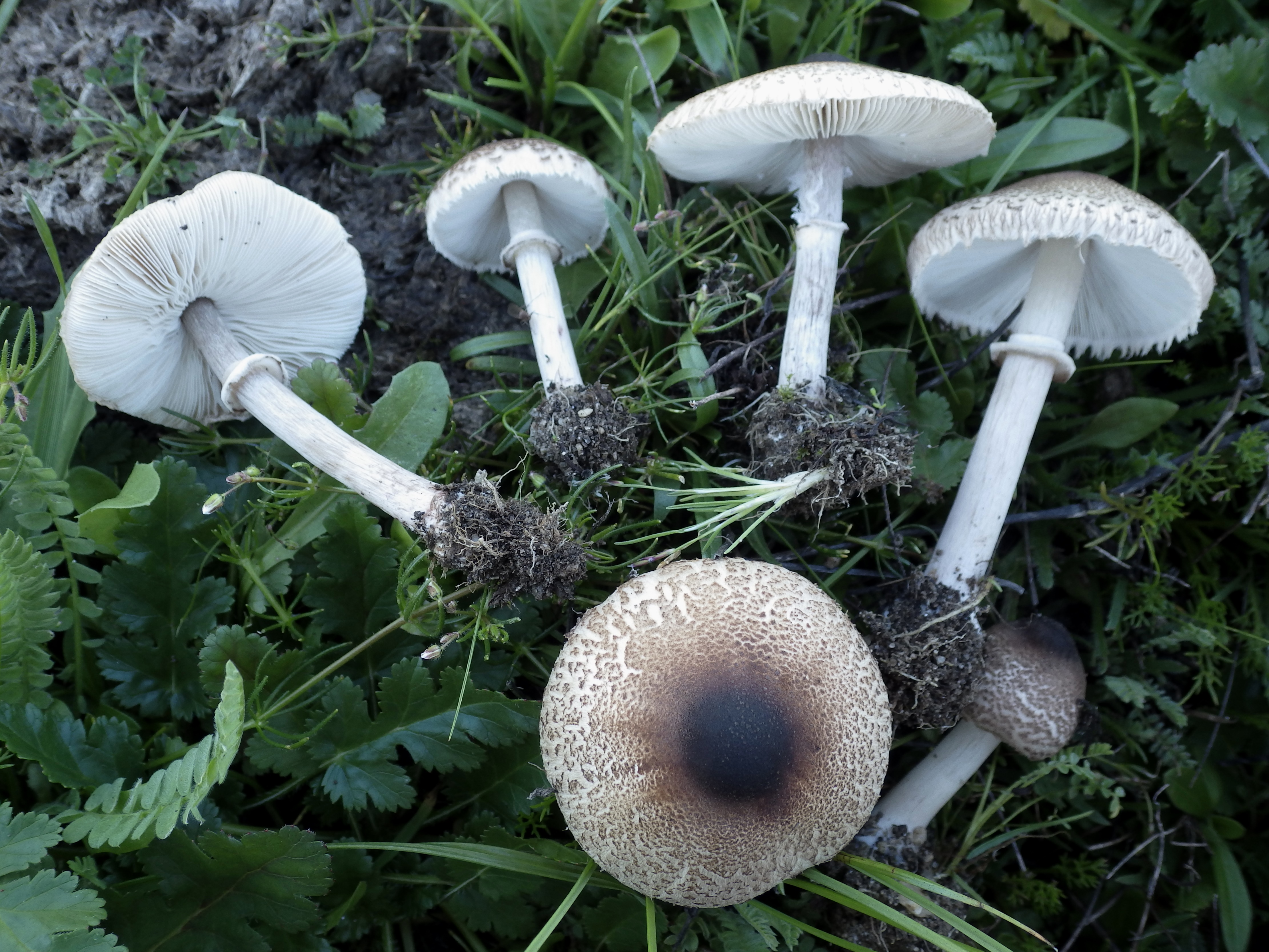
Macrolepiota phaeodisca
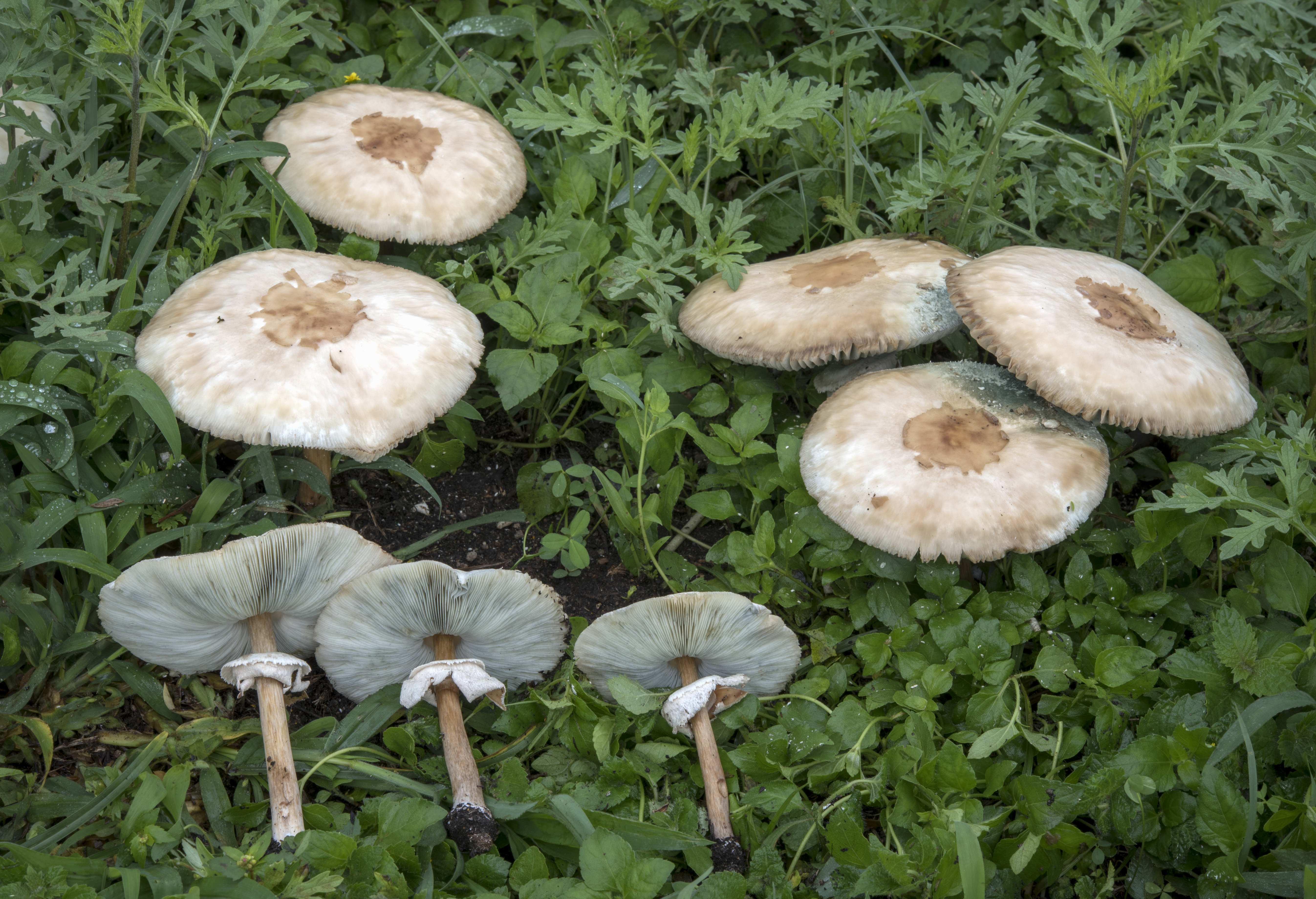
La lépiote de Morgan (Chlorophyllum molybdites)

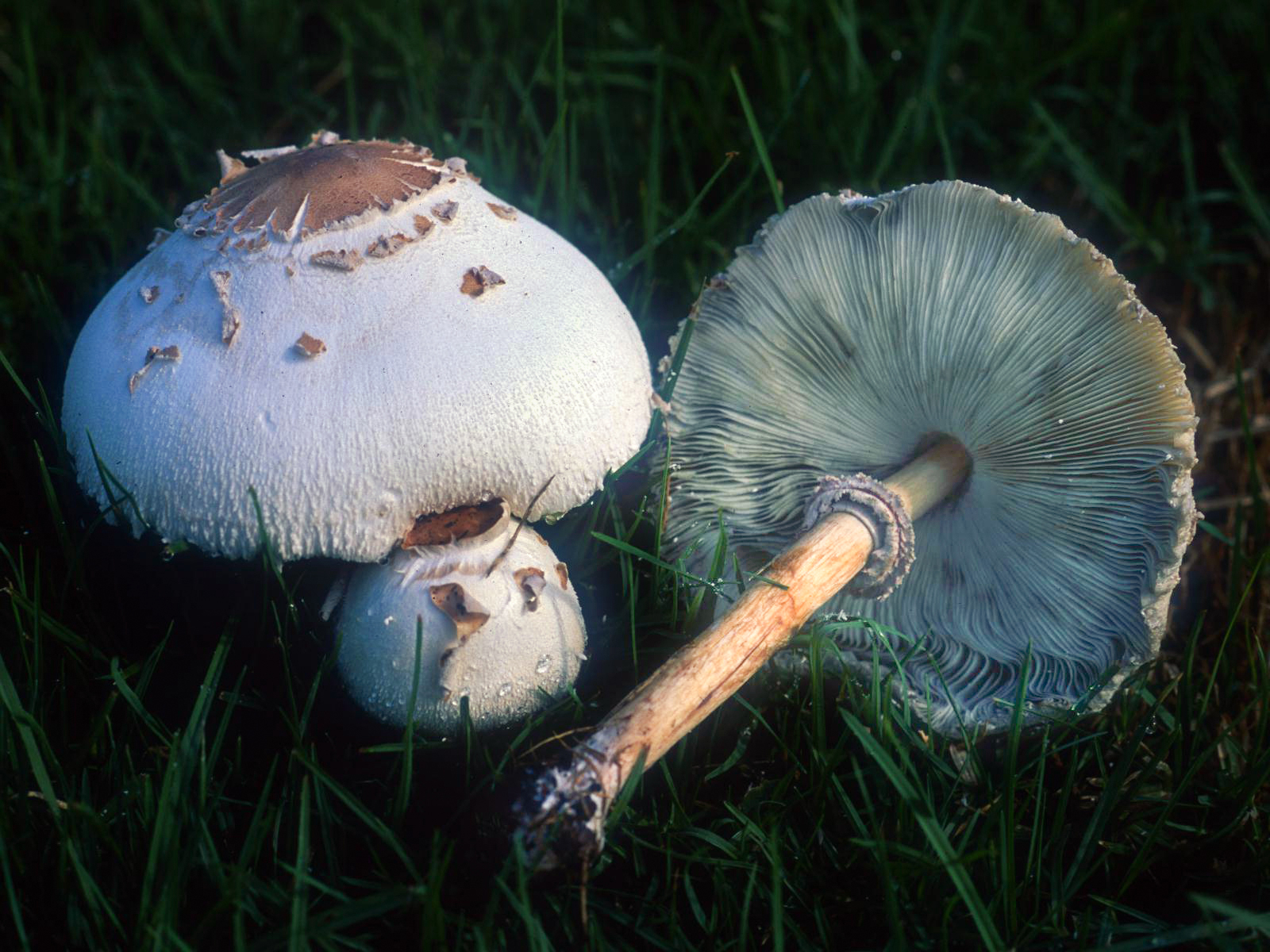
La lépiote de Morgan (Chlorophyllum molybdites), rarissime en Europe, espèce tropicale.

En Amérique du Nord, c'est la grande et toxique  lépiote de Morgan (Chlorophyllum molybdites), pourtant caractérisée par une sporée verdâtre, qui est à l'origine de la majorité des intoxications fongiques, elle provoque des syndromes gastro-intestinaux sévères, vomissements et diarrhées. Ressemblant à la lépiote élevée de par sa taille et sa morphologie, ses victimes sont souvent des Européens pensant reconnaitre M. procera lors de vacances, ignorant l'existence de cette espèce toxique. Elle est aussi parmi les espèces générant le plus d'intoxications accidentelles parmi les cueilleurs Américains, la confondant aussi avec M. procera.
Elle est également présente en Europe mais y est rarissime, occasionnellement présente dans les serres et les pelouses en zone méditerranéenne (Espagne, Italie), mais elle est peu adaptée au climat européen,.